# تصديع مائي

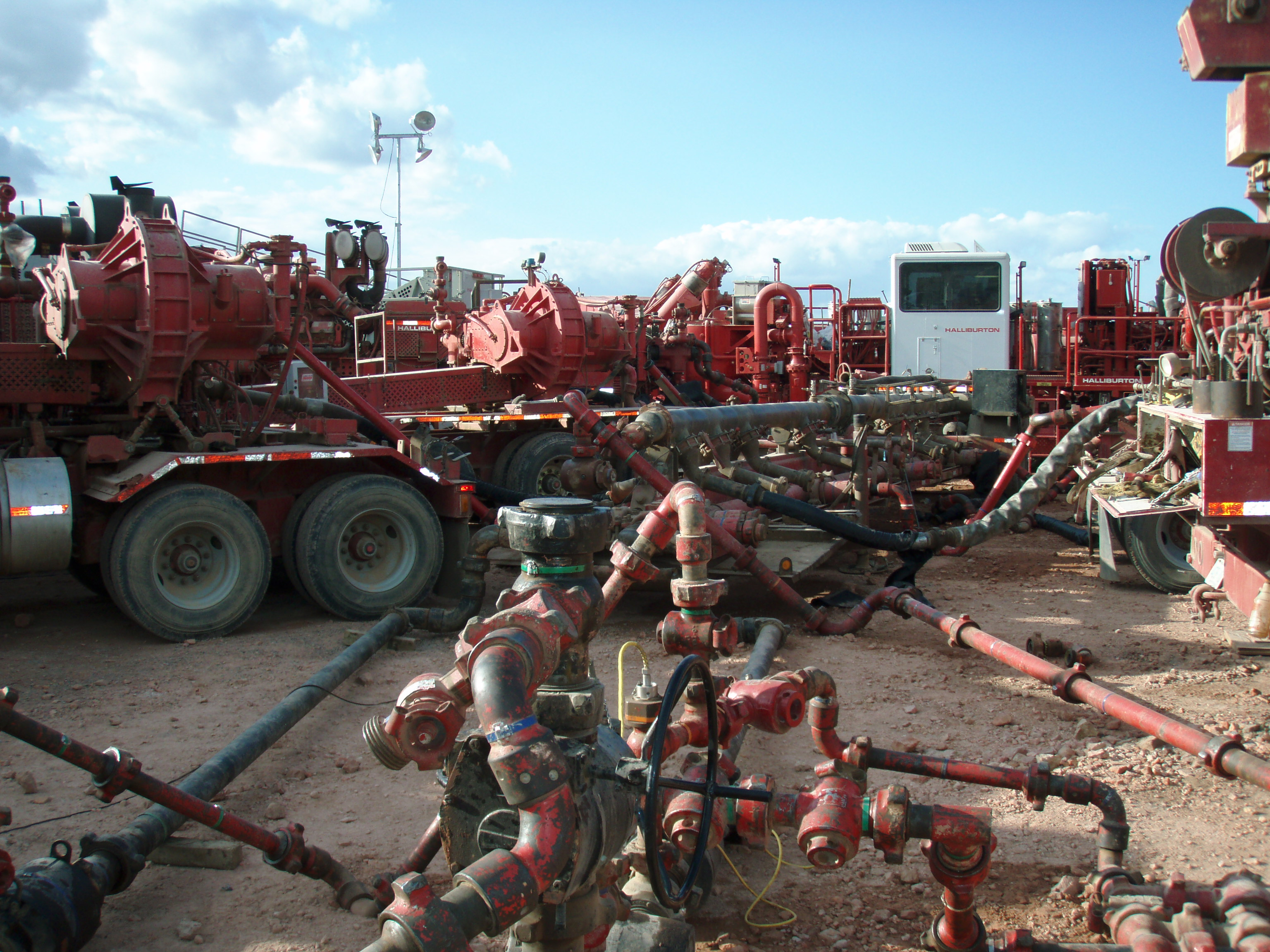
عملية تكسير هاليبيرتون، داكوتا الشمالية، الولايات المتحدة.

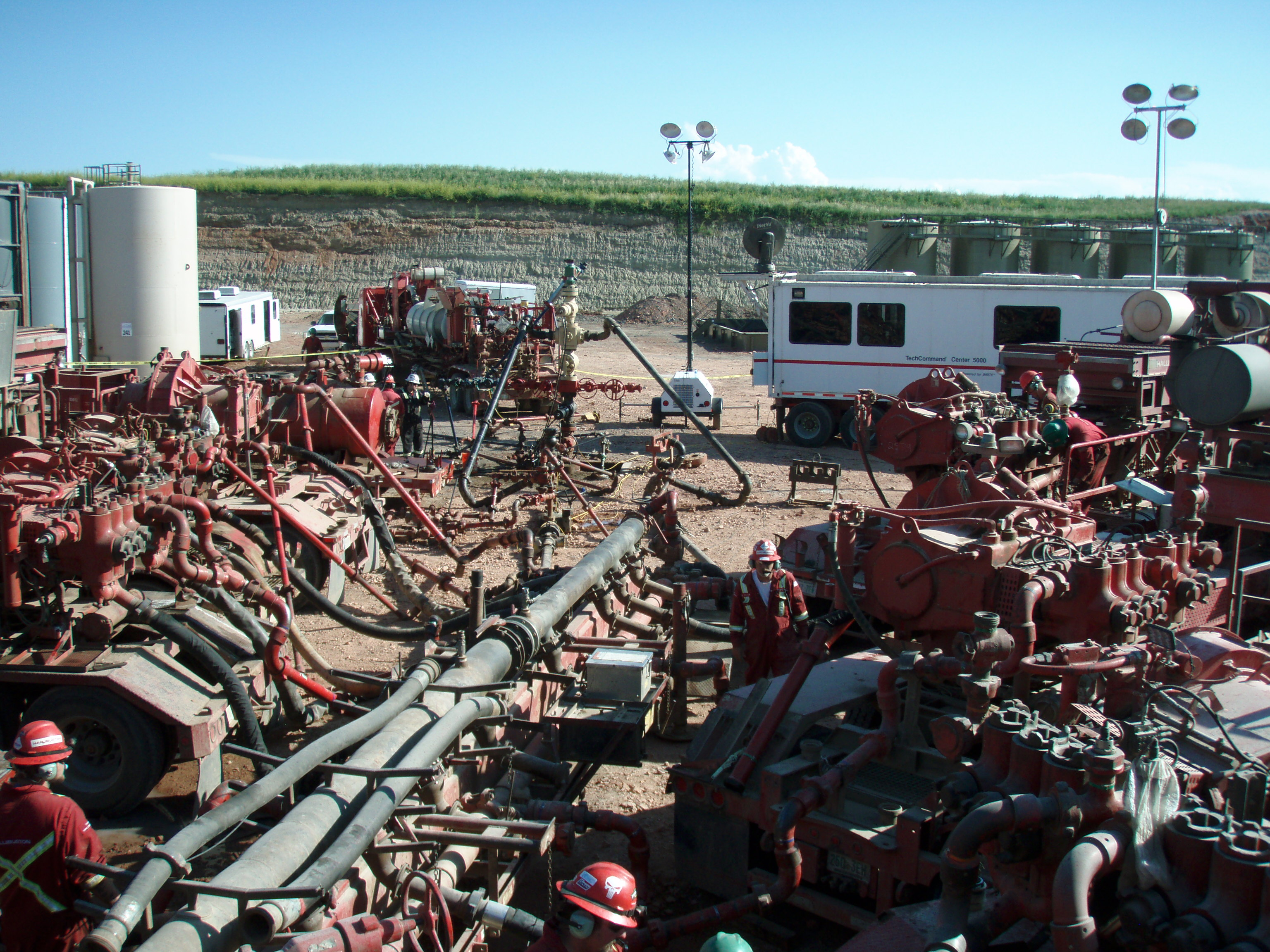
معدات عمليات التصديع

التصديع المائي أو الهيدرولي ويقال مجازا عمليات التكسير أو عمليات التصديع (بالإنجليزية: Fracking) تقنية حديثة تسمح باستخراج احتياطات من البترول والغاز كان من المستحيل الوصول إليها سابقا، بوسائل ميكانيكية تستعمل سائل مضغوط يُحدث كسور في الطبقات الصخرية - أي شق الصخور بالمياه. ولأنه توجد كسور طبيعية في باطن الأرض، تمتلئ تلك الفراغات باحتياطات يمكن الوصول إليها من خلال إحداث كسر جديد. ويختص بتفاصيل التصميم والتنفيذ أخصائيو الجيولوجيا واستخراج النفط.
في عام 1947، بدأت تجربة التصديع المائي الأولى، بينما نجح أول تطبيق تجاريا في عام 1950. حتى عام 2012، نفذت 2.5 مليون عملية تكسير هيدروليكي في جميع أنحاء العالم على آبار النفط والغاز، وأكثر من مليون عملية منها داخل الولايات المتحدة الأمريكية.
يعتبر التصديع المائي عملية معالجة ضرورية بشكل عام لتحقيق معدلات تدفق كافية في آبار الغاز الصخري وآبار الغاز الضيقة وآبار النفط المحكمة وآبار غاز الفحم.
يمكن أن تتكون بعض الكسور الهيدروليكية بشكل طبيعي في عروق أو حواجز معينة.
الحفر بالتصديع المائي جعل الولايات المتحدة مصدرا رئيسيا للنفط الخام في عام 2019. لكن التصديع المائي تسبب في تسرب مركب الميثان، أحد الغازات الدفينة القوية، قد زاد بشكل كبير.
أدى استخدام التصديع المائي في إنتاج النفط والغاز إلى خفض الأسعار بالنسبة للمستهلكين.
يثير التصديع المائي الجدل إلى حد كبير، حيث أن مؤيدي استخدام التصديع المائي يدافعون عن الفوائد الاقتصادية للهيدروكربونات التي يمكن الوصول إليها على نطاق واسع بالتصديع المائي، بالإضافة إلي فوائد استبدال الفحم بالغاز الطبيعي، الذي يحترق بطريقة نظيفة ويقلل من انبعاثات ثاني أكسيد الكربون.
بينما يجادل معارضي التصديع المائي في أن التصديع المائي يلوث المياه الجوفية والمياه السطحية ويسبب الضوضاء وتلوث الهواء ووقوع الزلازل، بالإضافة إلى المخاطر الناتجة عن الصحة العامة والبيئية.
حددت الأبحاث الصحية أن التصديع المائي يؤثر سلبيا على الإنسان حيث أنه يتسبب في مخاطر كيميائية وجسدية ونفسية واجتماعية على أشخاص مثل الحوامل،, ويسبب الصداع النصفي والتهاب الأنف والجيوب المزمن والتعب الشديد وتفاقم الربو والضغط النفسي، بالإضافة إلي تلوث المياه الجوفية.
يجب الالتزام بإجراءات السلامة والتنظيم لاجتناب المزيد من التأثيرات السلبية.
أغلب الأشخاص الذين يعملون في التصديع المائي لا يوجد لديهم يقين بتسرب الميثان المرتبط بالتصديع المائي، وحتى بعد الأدلة التي تدل على أن التسرب قد يلغي فوائد انبعاثات غازات الاحتباس الحراري من الغاز الطبيعي مقارنة بأنواع الوقود الأحفوري الأخرى. فعلى سبيل المثال، يسلط تقرير صادر عن صندوق الدفاع البيئي الضوء على هذه المشكلة، مع التركيز على معدل التسرب في ولاية بنسلفانيا أثناء الاختبارات والتحليلات المكثفة التي تم العثور عليها بحوالي 10٪ أو أكثر من خمسة أضعاف الأرقام المبلغ عنها.
تعتبر معدل التسرب هذه ممثله لصناعة التصديع المائي في الولايات المتحدة بشكل عام. أعلن صندوق الدفاع البيئي عن مواقع يقياس فيها انبعاثات غاز الميثان.
تحدث زيادات في النشاط الزلزالي بعد التصديع المائي، بسبب العيوب الخاملة أو غير المعروفة والحقن العميق للتخلص من تدفق التصديع المائي، ومحلول ثانوي ينتج لكل من التصدع والتصديع في آبار النفط والغاز. لهذه الأسباب يخضع التصديع المائي للتدقيق الدولي، حيث أنه مقيد في بعض البلدان، ومحظور تماما في بلدان أخرى. يقوم الاتحاد الأوروبي بصياغة لوائح من شأنها أن تسمح بنظام تطبيق للتكسير الهيدروليكي.

## جيولوجيا

### ميكانيكا
عملية الكبح هي عملية ذات أهمية كبيرة وخاصة في التصديع المائي وتتطلب جدران كسر للتحرك ضد الضغط.
لا يحدث التصدع إلا عندما يتغلب التصديع المائي على الإجهاد الفعال بضغط السوائل داخل الصخور. ويصبح الحد الأدنى من الضغط الأساسي شد ويتجاوز مقاومة الشد للمادة السائلة.
تتوجه الكسور المتكونة بهذه الطريقة بشكل عام في مستوى عمودي على الحد الأدنى من الضغط الأساسي، لذا يمكن استخدام الكسور الهيدروليكية في تجاويف الآبار لتحديد اتجاه الضغوط. في الأمثلة الطبيعية، مثل السدود أو الكسور المملوءة بالوريد، يمكن استخدام الاتجاهات لاستنتاج حالات الإجهاد السابقة.

### الأوردة
معظم أنظمة الوريد المعدنية تأتي نتيجة التصديع الطبيعي المتكرر خلال فترات ضغط سائل المسام المرتفع.
تؤثر عملية ضغط سائل المسام العالي على عملية تكوين أنظمة الوريد المعدنية وتؤثر بصورة أكبر في أوردة شد الشقوق، بسبب ان مادة الوريد تكون سلسلة من أحداث التصديع المنفصلة، وترسب مادة الوريد الإضافية عند كل عملية تكسير.
تأثيرات النشاط الزلزالي هي أحد أمثلة التصديع الطبيعي المتكرر طويل الأمد. حيث ترتفع وتنخفض مستويات الإجهاد بشكل عرضي، ويمكن أن تتسبب الزلازل في طرد كميات كبيرة من المياه المعبأة من الكسور المملوءة بالسوائل. يشار إلى هذه العملية باسم الضخ الزلزالي.

### السدود
تتكاثر التدخلات الطفيفة في الجزء العلوي من القشرة وتكون شقوق مملوءة بالسوائل مثل السدود. في مثل هذه الحالات يكون السائل هو المادة المنصهرة. في الصخور الرسوبية ذات المحتوى المائي الكبير، يتكون بخار ناتج عن السائل عند طرف الكسر.

## التاريخ

### السلائف
في ستينيات القرن التاسع عشر، بدأت أول عملية تكسير لتحفيز آبار النفط الصخري الضحلة، عن طريق استخدام الديناميت أو النيتروجليسرين في التفجيرات لزيادة إنتاج النفط والغاز الطبيعي من التكوينات الحاملة للبترول.
في عام 1865، تلقى الكولونيل إدوارد أ.ل.روبرتس المحارب المخضرم براءة اختراع لطوربيد متفجر في الحرب الأهلية الأمريكية، حيث استخدم الطوربيد في ولاية بنسلفانيا ونيويورك وكنتاكي وويست فرجينيا، عن طريق استخدام سائل النيتروجليسرين المنصهر. في الثلاثينيات طبقت نفس الطريقة على آبار المياه والغاز، مع تحفيز الآبار بالحمض بدلا من السوائل المتفجرة.
لا تنغلق الكسور الذي أنشئت عن طريق الحفر الحمضي تماما، مما يؤدي إلى زيادة الإنتاج.

### تطبيقات القرن العشرين
هناك عدة أشخاص رائدين في ابتكارات التصديع المائي في تطبيقات عملية منهم:
- هارولد هام رجل أعمال أمريكي ورائد في أعمال التصديع المائي، ولد في 11 ديسمبر 1945 في ليكسينغتون في الولايات المتحدة.
- أوبري ماكليندون رجل أعمال أمريكي ورائد في أعمال التصديع المائي، ولد في 14 يوليو عام 1959 في أوكلاهوما سيتي بالولايات المتحدة الأمريكية.
- توم ل. وارد رجل أعمال أمريكي ولد في 1959 في سيلينغ في الولايات المتحدة الأمريكية.
- جورج بي ميتشيل رجل أعمال أمريكي ولد في 21 مايو 1919 في غالفستون في الولايات المتحدة، وتوفي في 26 يوليو 2013 في تكساس في الولايات المتحدة.[46][47]

### آبار النفط والغاز
قام فلويد فارس الذي يعمل بشركة ستانوليند للنفط والغاز بدراسة العلاقة بين أداء البئر وضغوط المعالجة. حيث كانت هذه الدراسة هي أول تجربة تكسير هيدروليكي لمعالجة الآبار. أجريت التجربة في عام 1947 في حقل غاز هوجوتون في مقاطعة غرانت في جنوب غرب كانساس بواسطة شركة ستانوليند للنفط والغاز.
تم حقن 1000 جالون أمريكي من البنزين المبلل والرمل من نهر أركنساس لتكوين الحجر الجيري المنتج للغاز على ارتفاع 2400 قدم. لم تكن التجربة ناجحة للغاية حيث لم تتغير قابلية تسليم البئر بشكل ملحوظ. دون جيه بي كلارك أحد الأشخاص الذي يعمل في ستانوليند في عام 1948 هذه العملية على الورق. وأصدر لها براءة اختراع في عام 1949 ومنحت ترخيص حصري لشركة آبار زيت هاليبيرتون.
في 17 مارس عام 1949، أجرت شركة هاليبيرتون أول عمليتين تجاريتين للتكسير الهيدروليكي في مقاطعة ستيفنز بأوكلاهوما ومقاطعة آرتشر بتكساس. منذ ذلك الوقت استخدم التصديع المائي لتحفيز ما يقرب من مليون بئر نفط وغاز في أنظمة جيولوجية مختلفة بنجاح.
يستخدم التصديع المائي واسع النطاق في التكوينات المنخفضة النفاذية والمعالجات الصغيرة والتكوينات عالية النفاذية لمعالجة الأضرار.عندما يستخدم التصديع المائي في هذه الحالات، يمتد التصدع على بعد بضعة أقدام فقط من البئر.
في عام 1952، نفذت أول عملية تكسير بالدعم الهيدروليكي في الاتحاد السوفيتي. حيث استخدمت تقنيات التصديع المائي قبل عام 1989 في كل من النرويج وبولندا وتشيكوسلوفاكيا، وقبل عام 1991 في المجر والنمسا وفرنسا. وبعد ذلك في إيطاليا وبلغاريا ورومانيا وتركيا وتونس والجزائر.

### كسر هائل

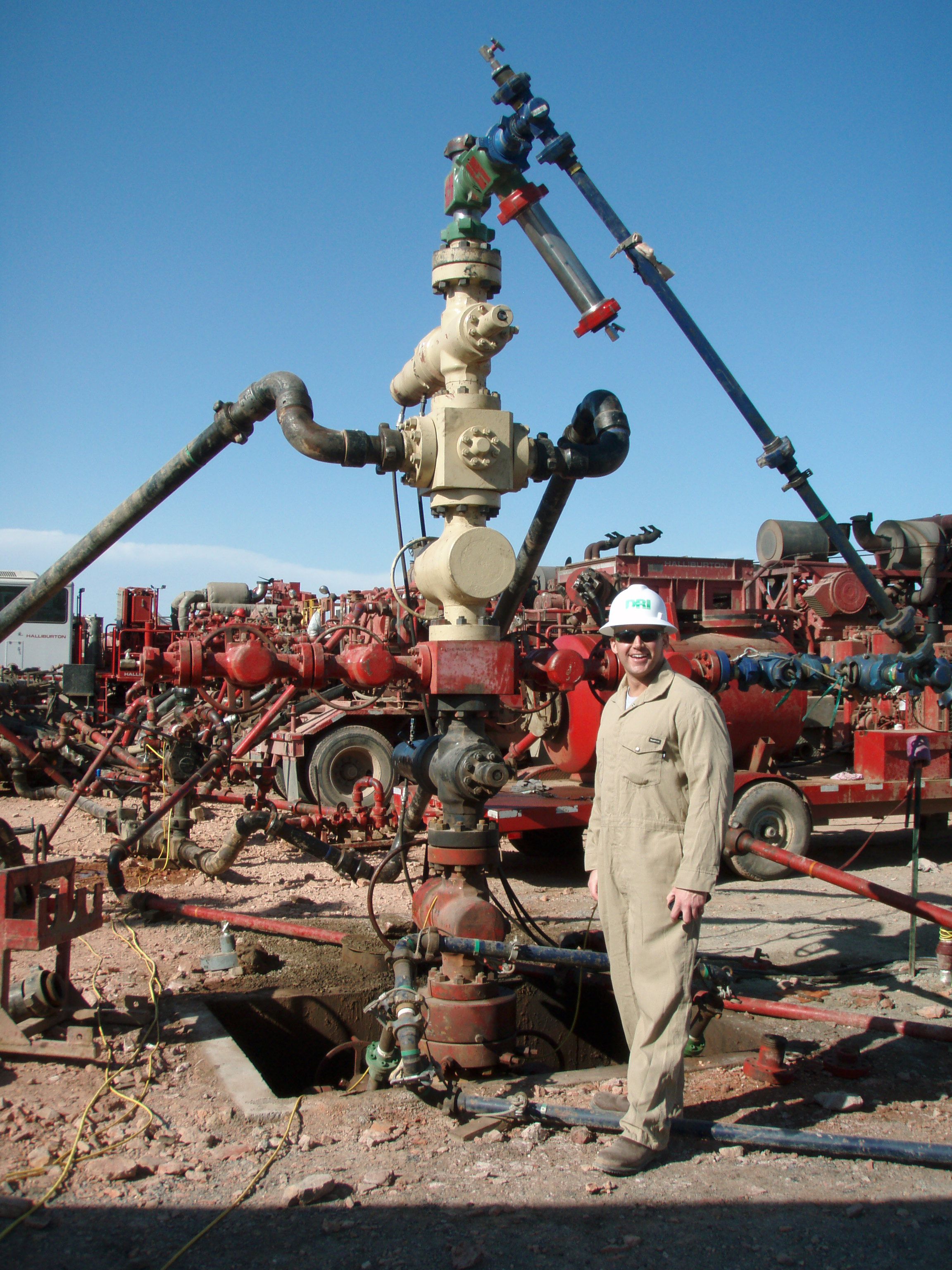
رأس البئر حيث يتم حقن السوائل في الأرض

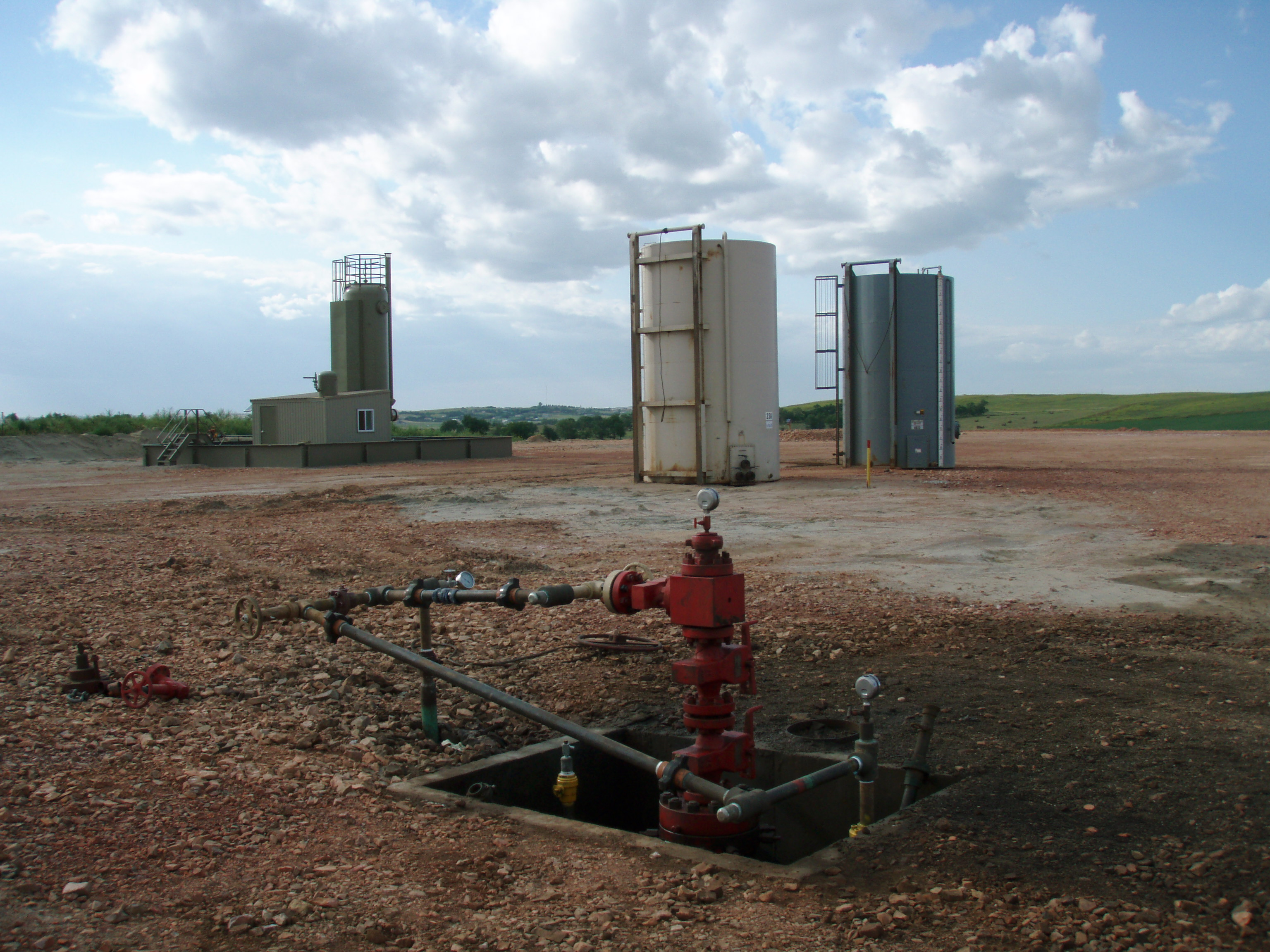
رأس البئر بعد إزالة جميع معدات التصديع المائي من الموقع

في عام 1968، طبقت طريقة التصديع المائي الضخم في مقاطعة ستيفنز بأوكلاهوما في الولايات المتحدة الأمريكية من قبل شركة بان أمريكان بتروليوم. يختلف تعريف التصديع المائي الضخم بين الشركات، ولكنه يشير عموما إلى العلاجات التي تحقن أكثر من 150 طن، أو ما يقرب من 300,000 رطل من مادة الدعم.
أدرك الجيولوجيون الأمريكيون أن هناك كميات هائلة من الأحجار الرملية المشبعة بالغاز مع نفاذية منخفضة تمكن الولايات المتحدة الأمريكية من استعادة الغاز اقتصاديا.
استخدم التصديع المائي الضخم في آلاف من آبار الغاز في حوض سان خوان وحوض دنفر وحوض بيكانس وحوض النهر الأخضر وفي التكوينات الصخرية الصلبة الأخرى لأول مرة في غرب الولايات المتحدة في عام 1973.
أصبحت بعض آبار الحجر الرملي الضيقة مثل كلينتون وميدينا ساندستون في أوهايو وبنسلفانيا ونيويورك وفالي ساندستون في تكساس ولويزيانا بالولايات المتحدة الأمريكية مجدية اقتصاديا بسبب التصديع المائي الضخم.
في أواخر السبعينيات من القرن الماضي انتشر التصديع المائي الضخم في غرب كندا، وفي حقول الغاز البرية والبحرية بألمانيا وهولندا، وفي بحر الشمال بالمملكة المتحدة.
حتى أواخر الثمانينيات من القرن الماضي لم تكن تحفر آبار النفط أو الغاز بطريقة أفقية، بعد ذلك بدأ العاملون في التصديع المائي بتكساس وفي أوستن تشالك بحفر آلاف من آبار النفط بطريقة أفقية، والقيام بمعالجات التصديع المائي الضخمة للمياه الزلقة في حفر الآبار.
أثبتت طريقة حفر الآبار الأفقية ان هذه الطريقة أكثر فاعلية من الآبار الرأسية في إنتاج النفط من الطباشير الضيق. عادة ما تكون الطبقات الرسوبية أفقية تقريبا، لذا فإن الآبار الأفقية بها مناطق تلامس أكبر بكثير مع التكوين المستهدف.
في منتصف التسعينيات من القرن الماضي، كثرت عمليات التصديع المائي بشكل كبير بسبب التقدم التكنولوجي والزيادة في أسعار النفط والغاز الطبيعي، مما جعل تقنية التصديع المائي مجدية اقتصاديا.

### صخر السجيل الزيتي
يعود تاريخ التصديع المائي لصخر السجيل الزيتي إلى عام 1965، عندما بدأ بعض المشغلين في حقل غاز بيج ساندي في شرق كنتاكي وجنوب غرب فيرجينيا بتكسير التكوين الجيولوجي أوهايو شيل وكليفلاند شيل هيدروليكيا باستخدام فتحات صغيرة نسبيا.
كثر إنتاج الغاز والنفط بشكل عام خصوصا في الآبار ذات العائد المنخفض، بسبب كثرة العاملين في مجال التصديع المائي.
في عام 1976، بدأت حكومة الولايات المتحدة في مشروع الغاز الصخري الشرقي، الذي يتضمن العديد من مشاريع التصديع المائي العامة والخاصة. في نفس الوقت تلقى معهد اتحاد أبحاث صناعة الغاز الموافقة على البحث والتمويل من اللجنة الفدرالية لتنظيم الطاقة.
في عام 1977، قام المهندس تيك شتاينسبرجر أحد العاملين بشركة ميتشل للطاقة، بتطبيق تقنية تكسير المياه الزلقة باستخدام كميات أكبر من كميات المياه المعتادة مع ضغط مضخة أعلى من تقنيات التصديع السابقة، في بعض الآبار في شرق تكساس وبارنيت شيل بشمال تكساس.
في عام 1998، أثبتت تقنية تكسير المياه الزلقة نجاحها، حيث أنتج الغاز في أول 90 يوم عمل في بئر غاز جريفين، الذي أصبح في المركز الثالث من حيث الإنتاج على جميع آبار الشركة السابقة. أدت هذه التقنية إلى استخراج الغاز بشكل أوسع اقتصاديا من آبار بارنيت شيل، ثم طبق بعد ذلك على الآبار الصخرية وآبار إيجل فورد وباكين شيل.
أطلق لقب أب التصديع على جورج بي ميتشل بسبب دوره في تطبيق هذه التقنية في الصخر الزيتي.
في عام 1991، حفر أول بئر بارنيت شيل بشكل أفقي، ونفذ على نطاق أوسع بعد إثبات إمكانية استخلاص الغاز بشكل اقتصادي من آبار بارنيت العمودية.
في عام 2013، تطبق التصديع المائي الضخم على نطاق تجاري على الصخر الزيتي في الولايات المتحدة وكندا والصين. وأصبح العديد من الدول تخطط لاستخدام التصديع المائي.

## معالجة
وفقا لوكالة حماية البيئة الأمريكية، فإن التصديع المائي هو عملية لتحفيز الغاز الطبيعي أو الزيت أو البئر الحراري الأرضي لتعظيم الاستخراج. وتحدد وكالة حماية البيئة العملية الأوسع نطاقا لتشمل الحصول على مصدر المياه، وبناء الآبار وتحفيزها، والتخلص من النفايات.

### طريقة المعالجة
يتكون الكسر الهيدروليكي عن طريق ضخ مائع التصديع في حفرة البئر بمعدل كافي لزيادة الضغط عند العمق المستهدف، الذي يحدد من خلال موقع ثقوب غلاف البئر، بحيث يتجاوز انحدار الكسر للصخر. يعرف تدرج الكسر على أنه زيادة في الضغط لكل وحدة عمق بالنسبة للكثافة، وعادة ما يقاس بالجنيه لكل بوصة مربعة أو لكل قدم مربع أو قضبان.
تتشقق الصخور ويتخلل سائل كسر الصخور ممتدا إلى الشق أكثر وأكثر، وهكذا. تحدد الكسور حيث ينخفض الضغط بمعدل فقد الاحتكاك الذي يتناسب مع المسافة من البئر.
يحاول دائما العاملين المحافظة على عرض الكسر أو إبطاء انخفاضه بعد المعالجة، عن طريق إدخال مادة حشو دعمي في السائل المحقون، وهي مادة تشبه حبيبات الرمل أو السيراميك أو الجسيمات الأخرى، وبالتالي فهي تمنع الكسور من الانغلاق عند توقف الحقن وإزالة الضغط.
قوة مادة الدعم والوقاية لها أهمية كبيرة في الأعماق الأكبر حيث يكون الضغط على الكسور أعلى.
الكسر المسند نافذ بما يكفي للسماح بتدفق الغاز والزيت والمياه المالحة وسوائل التصديع المائي إلى البئر.
أثناء العملية يحدث فقدان مائع التصديع من قناة الكسر إلى الصخور القابلة للنفاذ المحيطة، إذا لم يتم التحكم فيه يمكن أن يتجاوز 70٪ من حجم الحقن. وقد يؤدي هذا إلى تلف مصفوفة التكوين وتفاعل سوائل التكوين العكسي وهندسة الكسر المتغيرة، وبالتالي تقليل الكفاءة.
يتحكم العاملين في موقع كسر واحد أو أكثر على طول البئر بشكل صارم من خلال طرق مختلفة تخلق أو تسد الثقوب في جانب حفرة البئر. يجري التصديع المائي في فتحات الآبار المغلفة، ثم الوصول إلى المناطق المراد كسرها عن طريق ثقب الغلاف في تلك المواقع.
تتكون معدات التصديع المائي المستخدمة في حقول النفط والغاز الطبيعي من الملاط ومضخة أو أكثر من مضخات التصديع عالية الضغط وعالية الحجم ووحدة مراقبة. تشمل المعدات المصاحبة خزانات التصديع، ووحدة أو أكثر لتخزين ومعالجة مادة الدعم، وحديد معالجة عالي الضغط، ووحدة مضافة كيميائية تستخدم لمراقبة الإضافة الكيميائية بدقة، وخراطيم مرنة منخفضة الضغط، والعديد من المقاييس ومتر لقياس معدل التدفق وكثافة السوائل وضغط المعالجة.
المضافات الكيميائية في الغالب تكون 0.5٪ من حجم السائل الكلي. تعمل معدات التصديع على نطاق من الضغوط ومعدلات الحقن، ويمكن أن تصل إلى 15,000 رطل لكل بوصة مربعة و 265 لترا في الثانية ما يعادل 100 برميل في الدقيقة الواحدة.

### أنواع الآبار
يمكن التمييز بين التصديع المائي التقليدي منخفض الحجم، والذي يستخدم لتحفيز الخزانات عالية النفاذية لبئر واحد، والتصديع المائي غير التقليدي عالي الحجم المستخدم في استكمال الغاز المحكم وآبار الغاز الصخري. يتطلب التصديع المائي ذو الحجم الكبير ضغوطا أعلى من التصديع منخفض الحجم، فإن التصديع المائي ذو الحجم الكبير يتطلب ضغوط أعلى لدفع كميات أكبر من السوائل ومواد الدعم التي تمتد بعيدا عن البئر.
يشتمل الحفر الأفقي على حفر الآبار الذي بها ثقوب طرفية مكتملة باعتباره يمتد بالتوازي مع طبقة الصخور التي تحتوي على المادة المراد استخراجها. فعلى سبيل المثال، في حوض بارنيت شيل في تكساس تمتد الجوانب الجانبية من 460 إلى 1520 متر، وفي تشكيل باكن في نورث داكوتا تمتد إلى 3000 متر. على عكس الآبار الرأسية، فلا يصل البئر الرأسي إلا إلى سمك الطبقة الصخرية، ويكون من 15 إلى 91 متر.
يقلل الحفر الأفقي من الاضطرابات السطحية حيث يتطلب الأمر عددا أقل من الآبار للوصول إلى نفس الحجم من الصخور.
يقوم الحفر على سد مساحات المسام في جدار حفرة البئر، مما يقلل من النفاذية في حفرة البئر وبالقرب منها. حيث أن قلة النفاذية تقلل من تدفق البئر من التكوين الصخري المحيط، ويغلق جزئيا البئر من الصخور المحيطة.
يمكن استخدام التصديع المائي منخفض الحجم لاستعادة النفاذية.

### سوائل التصديع

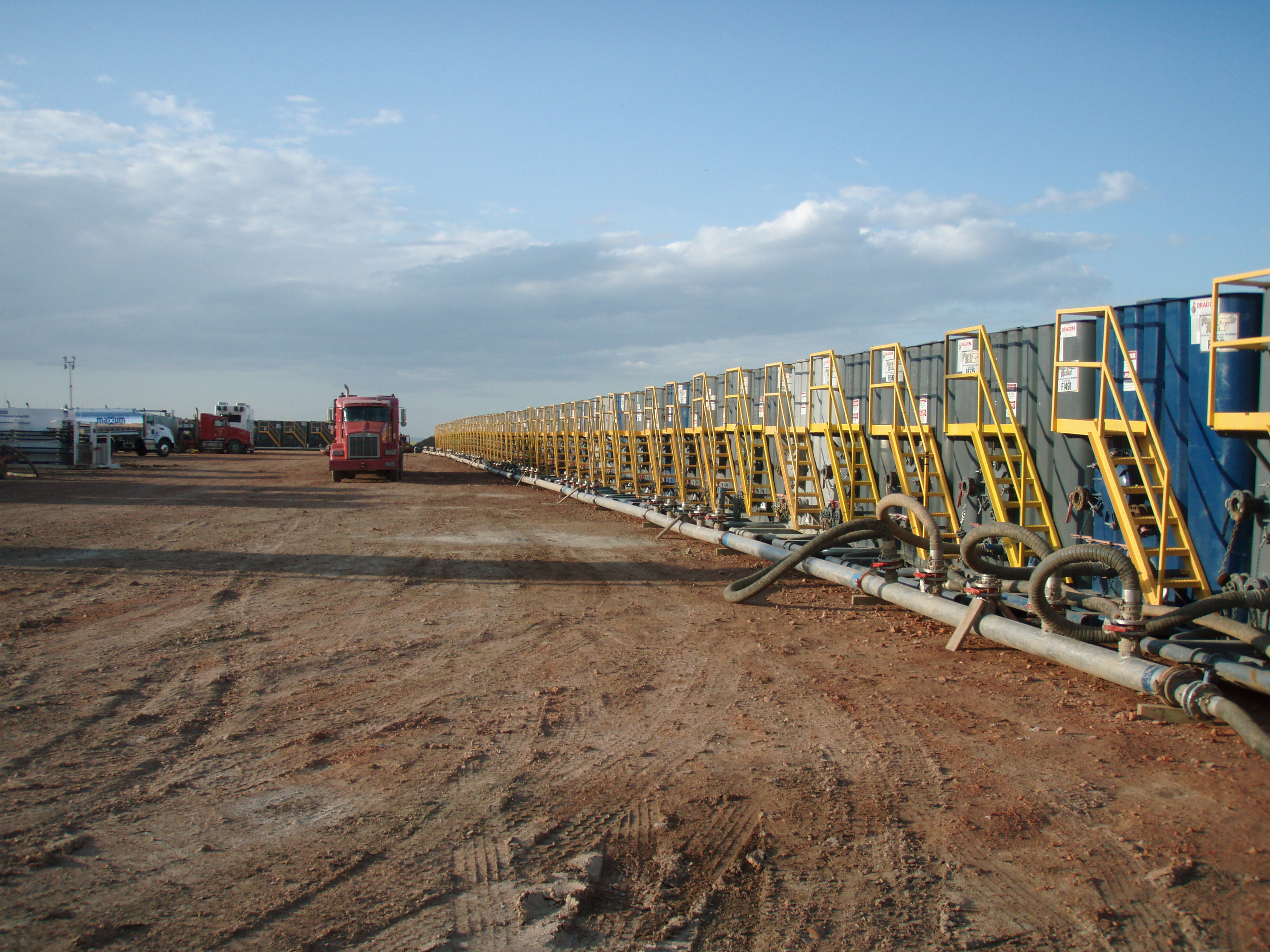
إعداد خزانات المياه للتكسير الهيدروليكي

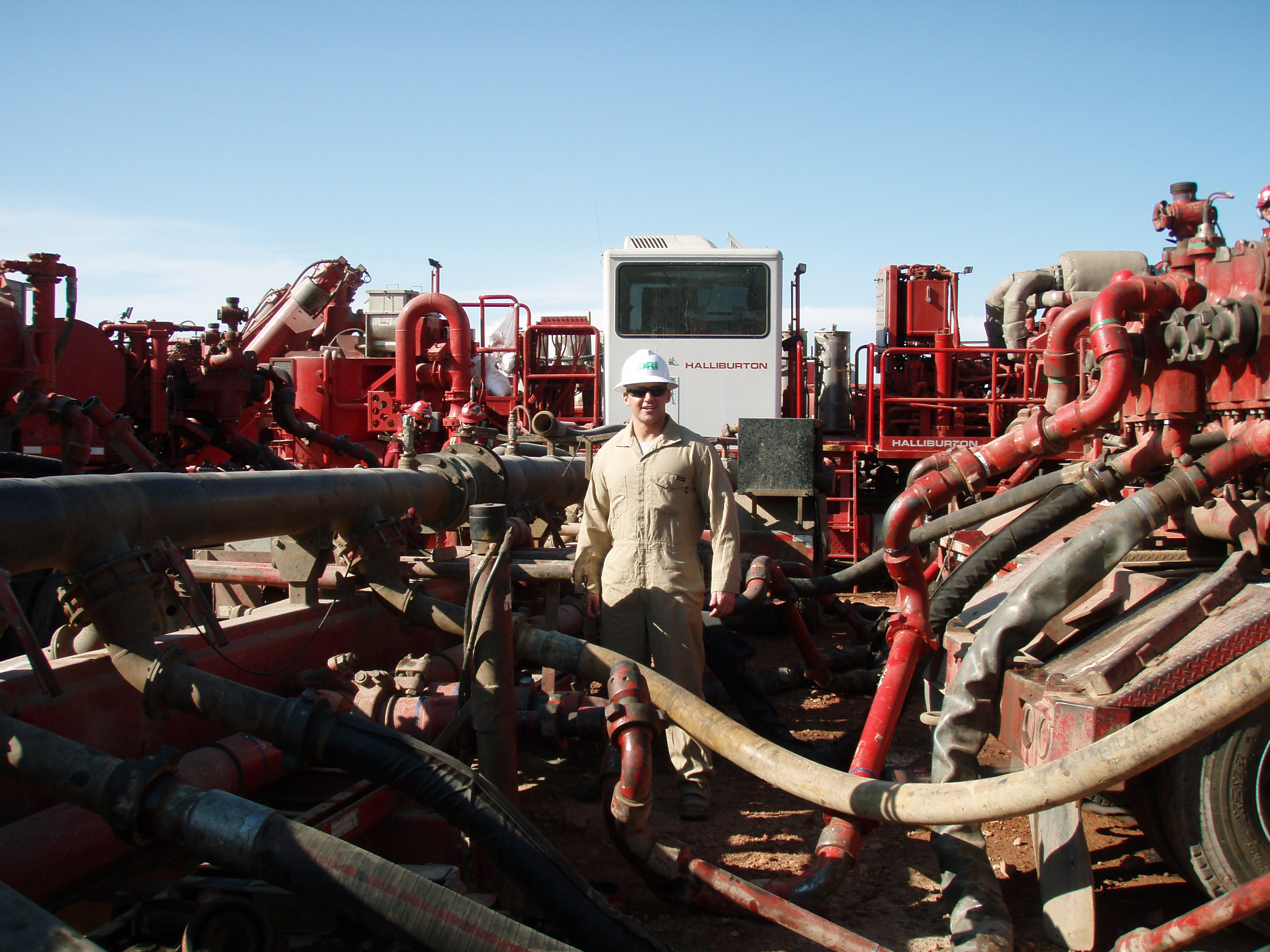
مثال على مشعب الضغط العالي الذي يجمع بين تدفقات المضخة قبل الحقن في البئر

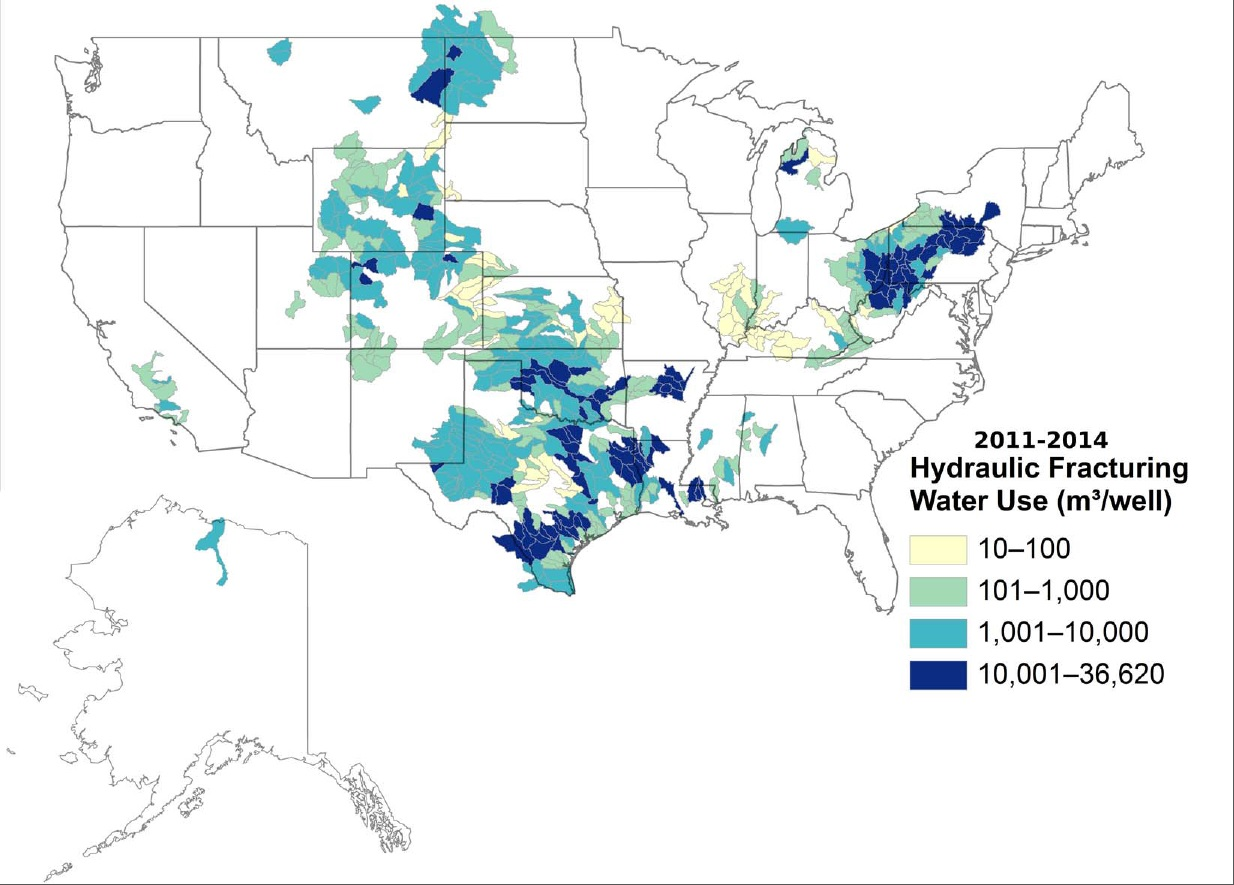
خريطة هيئة المسح الجيولوجي الأمريكية لاستخدام المياه من التصديع المائي بين عامي 2011 و 2014. المتر المكعب من الماء 264.172 جالون.

تتمثل الأغراض الرئيسية لسائل التصديع في تمديد الكسور، وإضافة التزييت وتغيير قوة الهلام وحمل مادة الدعم في التكوين.
تنتقل مادة الدعم في المائع بطريقتين اما بمعدل عالي السرعة أو بلزوجة عالية. حيث يميل التصديع عالي اللزوجة إلى حدوث كسور سائدة كبيرة، بينما يؤدي التصديع عالي السرعة إلى حدوث كسور دقيقة صغيرة منتشرة.

تعمل عوامل التبلور القابلة للذوبان في الماء على زيادة اللزوجة وتوصيل مادة حشو الدعم بكفاءة في التكوين.
في أغلب الأحيان يكون السائل عبارة عن ملاط من الماء ومواد حشو دعمي ومواد كيميائية مضافة. حيث يمكن حقن المواد الهلامية والرغاوي والغازات المضغوطة، بما في ذلك النيتروجين وثاني أكسيد الكربون والهواء.
السائل يكون عبارة عن 90% ماء، و9.5% رمل، 0.5 % إضافات كيميائية.
تطورت وسائل التصديع باستخدام غاز البترول المسال والبروبان حيث أصبحت الماء غير ضرورية.
مادة الدعم هي مادة حبيبية تمنع الكسور الناتجة من الانغلاق بعد معالجة التصديع. تتكون أنواع مادة الدعم من رمل السيليكا والرمل المطلي بالراتنج والبوكسيت والسيراميك.
يعتمد اختيار مادة الدعم على نوع النفاذية أو قوة الحبوب المطلوبة.
في بعض التكوينات عندما يكون الضغط كبيرا بما يكفي لسحق حبيبات رمل السيليكا الطبيعي، يمكن استخدام مواد دعم عالية القوة مثل البوكسيت أو السيراميك.
أكثر المواد الداعمة انتشارا هي رمل السيليكا، على الرغم من اعتقاد البعض أن الدعامات ذات الحجم والشكل الموحد، مثل الدعامة الخزفية تكون أكثر فعالية.
يختلف مائع التصديع على حسب نوع التصديع المرغوب فيه، وظروف الآبار المحددة التي يتم تكسيرها، وخصائص المياه.
يمكن أن يكون السائل عبارة عن هلام أو رغوة أو ماء زلق.
تكون خيارات الموائع عبارة عن مقايضات، حيث أن السوائل الأكثر لزوجة مثل المواد الهلامية، تكون أفضل من مادة الدعم. بينما تسمح السوائل الأقل لزوجة وأقل احتكاك من المياه الزلقة، بضخ السوائل بمعدلات أعلى لإنشاء كسور بعيدا عن جوف البئر.
تشمل الخصائص المادية الهامة على:
- السوائل اللزجة
- درجة الحموضة
- العوامل الريولوجية ( علم الجريان )

تخلط الماء بالرمل والمواد الكيميائية لتكوين سائل تكسير هيدروليكي.
يستخدم 40,000 جالون من المواد الكيميائية لكل عملية تكسير.
يستخدم علاج الكسر النموذجي ما بين 3 و 12 مادة كيميائية مضافة.
على الرغم من احتمال وجود سوائل تكسير غير تقليدية، إلا أن الإضافات الكيميائية النموذجية يمكن أن تشتمل على واحد أو أكثر مما يلي:
- الأحماض مثل حمض الهيدروكلوريك أو حمض الأسيتيك، الذي يمكن استخدامهما في مرحلة ما قبل التصديع لتنظيف الثقوب وبدء الشق في الصخور القريبة من حفرة البئر.[83]
- ملح كلوريد الصوديوم، الذي يستخدم لتأخير تفكك سلاسل البوليمر الهلامية.[83]
- بولي أكريلاميد ومخفضات الاحتكاك الأخرى، التي يمكن أن تؤدي إلى اضطراب تدفق السوائل واحتكاك الأنابيب، مما يسمح للمضخات بالضخ بمعدل أعلى دون وجود ضغط أكبر على السطح.[83]
- الايثيلين جلايكول، الذي يمنع تكوين الترسبات الكلسية في الأنبوب.[83]
- أملاح اليورات، التي تستخدم للحفاظ على لزوجة السوائل أثناء زيادة درجة الحرارة.[83]
- كربونات الصوديوم والبوتاسيوم، التي تستخدم للحفاظ على فعالية الروابط المتقاطعة.[83]
- المبيدات الحيوية اللاهوائية مثل الجلوتارالهيد بي أي أو، الذي يستخدم كمطهر للماء للقضاء على البكتريا.[83]
- صمغ الغوار وعوامل التبلور الأخرى القابلة للذوبان في الماء، التي تزيد من لزوجة مائع التصديع لتوصيل مادة حشو الدعم في التكوين بكفاءة أكبر.[80][83]
- حامض الستريك، الذي يستخدم لمنع التآكل.[83]
- الأيزوبروبانول، الذي يستخدم في الشتاء لفصل المواد الكيميائية لضمان عدم تجميدها.[87]
- الميثانول هي المادة الكيميائية الأكثر شيوعا التي تستخدم في التصديع المائي في الولايات المتحدة الأمريكية منذ عام 2005 إلى عام 2009. لكن كانت الولايات المتحدة الأمريكية تستخدم مواد كيميائية أخرى مثل كحول الأيزوبروبيل والبوتوكسي إيثانول والإيثيلين جلايكول.[87]

أنواع السوائل النموذجية هي
- مواد هلامية خطية تقليدية، عبارة عن مشتقات من السليلوز مثل كاربوكسي ميثيل السليلوز وهيدروكسي إيثيل السليلوز وكربوكسي ميثيل هيدروكسي إيثيل السليلوز وهيدروكسي بروبيل السليلوز.
- الغوار ومشتقاته مثل هيدروكسي بروبيل غوار وكربوكسي ميثيل هيدروكسي.[80]
- مختلطات مواد كيميائية أخرى.
- سوائل البورات المتشابكة، هي سوائل أساسها الغوار مرتبطة مع أيونات البورون. تتمتع هذه المواد الهلامية بلزوجة أعلى عند الرقم الهيدروجيني 9 فما فوق وتستخدم لنقل مادة الدعم. بعد عملية التصديع يقل الأس الهيدروجيني إلى 3 أو 4 بحيث يتم كسر الروابط المتقاطعة ويكون الجل أقل لزوجة ويمكن ضخه للخارج.

السوائل العضوية المعدنية المتشابكة مثل الزركونيوم والكروم والأنتيمون وأملاح التيتانيوم، تحتوي على المواد الهلامية التي تحتوي على غوار.
بمجرد ضخ مادة الدعم لأسفل مع هلام متقاطع، تنتهي عملية التصديع، بسبب آلية التشابك غير القابلة للانعكاس. تكسر المواد الهلامية باستخدام قواطع مناسبة.
جل زيت فوسفات الألومنيوم، تخلط زيوت فوسفات الألومنيوم وزيوت الإستر لتشكيل هلام متقاطع. وهذه واحدة من أولى أنظمة التبلور المعروفة.
سوائل المياه الزلقة، التي تساعد على ضمان عدم غمر البئر بمادة دعم، بسبب عمليات تخفيض المسح المؤقتة التي تتركز في مادة الدعم. مع استمرار عملية التصديع، تضاف أحيانا عوامل لتقليل اللزوجة مثل المؤكسدات ومكسرات الإنزيم إلى سائل التصديع لإلغاء تنشيط عوامل التبلور والمساعدة على التدفق. تتفاعل هذه المؤكسدات مع الهلام وتفككه، مما يقلل من لزوجة السائل وضمان عدم سحب مادة حشو الدعم من التكوين. يعمل الإنزيم كمحفز لتكسير الهلام.
```
غالبا ما تستخدم معدلات الأس الهيدروجيني لتفكيك الوصلة المتقاطعة في نهاية مهمة التصديع المائي، بسبب أن العديد منها يحتاج إلى نظام عازل للأس الهيدروجيني لإبقائه لزجا. 
```

في نهاية يتم شطف البئر بالماء تحت الضغط وأحيانا يمزج الماء مع مادة كيميائية لتقلل من عملية الاحتكاك. تسترد بعض السوائل المحقونة وليس كلها. يدار بعد هذا السائل التحكم في الحقن تحت الأرض والمعالجة والتفريغ وإعادة التدوير والتخزين المؤقت في الحفر أو الحاويات.
تتطور التكنولوجيا الجديدة باستمرار للتعامل بشكل أفضل مع مياه الصرف وتحسين إمكانية إعادة استخدامها.

### مراقبة الكسر
أبسط الطرق لمراقبة معالجة التصدع الهيدروليكي وأكثرها انتشارا، هي طريقة قياسات الضغط والمعدل أثناء نمو الكسر الهيدروليكي، مع معرفة خصائص المائع وحقن مادة الدعم التي يتم حقنها في البئر، بالإضافة إلي معرفة الجيولوجيا الجوفية لنمذجة المعلومات مثل الطول والعرض والتوصيل للكسر المدعوم.
يستخدم حقن المواد المشعة مع سائل التصديع لتحديد ملف الحقن وموقع الكسور التي تم إنشاؤها. تختار أجهزة التتبع الإشعاعي بحيث يكون لديها إشعاع يمكن اكتشافه بسهولة، و خصائص كيميائية مناسبة، ونصف عمر ومستوى سمية يقلل من التلوث الأولى والمتبقي. يمكن أيضا حقن النظائر المشعة الملتصقة كيميائيا بالزجاج و الرمل أو حبيبات الراتنج لتتبع الكسور. على سبيل المثال، يمكن إضافة الحبيبات البلاستيكية المطلية بـ 10 جيجا بايت من الفضة إلى مادة الدعم، بحيث يمكن مراقبة تقدم مادة الدعم.
تستخدم أجهزة التتبع الراديوي مثل Tc-99m و I-131 لقياس معدلات التدفق. تنشر هيئة التنظيم النووي مبادئ توجيهية تسرد مجموعة واسعة من المواد المشعة في أشكال صلبة وسائلة وغازية يمكن استخدامها كمقتفعات وتحدد الكمية التي يمكن استخدامها لكل حقنة ولكل بئر في كل المواد المشعة.
كابلات الألياف الضوئية خارج الغلاف، هي تقنية جديدة في مراقبة الآبار. حيث يمكن قياس درجة حرارة كل قدم على طول البئر حتى أثناء تكسير الآبار وضخها عن طريق استخدام الألياف الضوئية. من خلال مراقبة درجة حرارة البئر، يمكن للمهندسين تحديد كمية مائع التصديع المائي للأجزاء المختلفة من استخدام البئر بالإضافة إلى كمية الغاز الطبيعي أو الزيت التي يجمعونها أثناء عملية التصديع المائي ووقت إنتاج البئر.

#### مراقبة الزلازل الدقيقة
أحيانا تستخدم المراقبة الزلزالية الدقيقة في تقدير حجم واتجاه الكسور المستحثة، يقاس النشاط الميكرويزمي عن طريق وضع مجموعة من الجيوفونات في حفرة بئر قريبة، بعد تعيين موقع أي أحداث زلزالية صغيرة مرتبطة بالكسر المتزايد و استنتاج الهندسة التقريبية للكسر. توفر مصفوفات مقياس الميل المنتشرة على سطح البئر أو أسفله تقنية أخرى لمراقبة الإجهاد.
رسم الخرائط الميكروزية يشبه إلى حد كبير علم الزلازل من الناحية الجيوفيزيائية. في علم الزلازل، تسجل مقاييس الزلازل المنتشرة على سطح الأرض أو بالقرب منه موجات إس وموجات بي التي تنطلق أثناء حدث زلزال. ثم تسمح بتقدير الحركة على طول مستوى الصدع وموقعه في خريطة باطن الأرض.
التصديع المائي يزيد من إجهاد التكوين بما يتناسب مع ضغط التصديع الصافي، بالإضافة إلى زيادة ضغط المسام بسبب التسرب. تتولد ضغوط الشد قبل طرف الكسر، مما يولد كميات كبيرة من إجهاد القص.
تتحد الزيادات في ضغط المياه المسامية وفي إجهاد التكوين وتؤثر على نقاط الضعف بالقرب من الكسر الهيدروليكي، مثل الكسور الطبيعية والمفاصل وطبقات الفراش.
الأساليب المختلفة لها مزايا وأخطاء مختلفة في المواقع المختلفة. تعتمد دقة رسم خرائط الأحداث الزلزالية الدقيقة على نسبة الإشارة إلى الضوضاء وتوزيع أجهزة الاستشعار. تتحسن دقة الأحداث التي تقع عن طريق الانقلاب الزلزالي بواسطة أجهزة الاستشعار الموضوعة في العديد من السمت من البئر المرصود. تتحسن دقة الأحداث في موقع قاع البئر من خلال الاقتراب من حفرة البئر المراقبة وتولد نسبة إشارة إلى ضوضاء عالية.
أصبحت مراقبة الأحداث الزلزالية الدقيقة الناتجة عن تحفيز المكمن ركن رئيسي في تقييم الكسور الهيدروليكية وتحسينها.
الهدف الرئيسي من مراقبة الكسر الهيدروليكي هو التوصيف الكامل لبنية الكسر المستحث وتوزيع الموصلية داخل التكوين.
يساعد التحليل الجيوميكانيكي، مثل فهم خصائص مواد التكوينات والظروف في الموقع والهندسة على مراقبة توفير تعريف أفضل للبيئة التي تنتشر فيها شبكة التصدع. و معرفة موقع مادة الدعم داخل الكسر وتوزيع موصلية الكسر.
يمكن مراقبة ذلك باستخدام أنواع متعددة من التقنيات لتطوير نموذج مكمن آخر يساعد على التنبؤ بدقة بأداء البئر.

### الإكمالات الأفقية
في أوائل القرن الحادي والعشرين، جعلت التطورات في تكنولوجيا الحفر والإكمال حفر الآبار الأفقية أكثر اقتصادا. حيث أصبحت الآبار الأفقية تسمح بالتعرض للتكوين بشكل أكبر بكثير من حفر الآبار العمودية التقليدية. ويعتبر هذا مفيد بشكل خاص في التكوينات الصخرية التي لا تتمتع بنفاذية كافية لإنتاج بئر عمودي اقتصاديا مثل هذه الآبار عند حفرها على اليابسة، وعادة ما يتم تكسيرها هيدروليكيا على عدة مراحل خاصة في أمريكا الشمالية.
يحدد نوع استكمال حفرة البئر عدد المرات التي يتم فيها كسر التكوين، وفي أي مواقع على طول المقطع الأفقي.
في أمريكا الشمالية تحفر خزانات الصخر الزيتي مثل خزانات:
باكن وبارنيت و مونتني و هاينزفيل و مارسيلوس و إيجل فورد و نيوبرارا و يوتيكا، تحفر هذه الآبار بشكل أفقي مع تفاوت فترات الإنتاج.
هناك طريقتين يتحقق بواسطتهما الكسر على طول حفرة البئر بشكل شائع هما التوصيل والكمال و الأكمام المنزلق.
تتكون حفرة البئر من غلاف فولاذي قياسي للقيام بوظيفة التوصيل والكمال بشكل عام، والعمل كمثبت في الحفرة. بمجرد إزالة جهاز الحفر، تستخدم شاحنة سلكية للثقب بالقرب من قاع البئر، ثم يتم ضخ سائل التصديع، ثم تقوم الشاحنة السلكية بتثبيت سدادة في البئر لإغلاق هذا القسم مؤقتا بحيث يمكن معالجة القسم التالي من حفرة البئر. ثم تضخ مرحلة أخرى، وتتكرر العملية بطول أفقي لحفرة البئر.
يختلف ثقب البئر الخاص بتقنية الغلاف المنزلق من حيث أن الجلبة المنزلقة مدرجة في مسافات محددة في الغلاف الفولاذي في وقت تثبيته في المكان المحدد لها. عادة تغلق جميع الأكمام المنزلقة في هذا الوقت.
عندما يحين موعد كسر البئر، يفتح الغطاء السفلي المنزلق باستخدام إحدى تقنيات التنشيط المتعددة وتضخ المرحلة الأولى، و بمجرد الانتهاء يفتح الغلاف التالي، مع عزل المرحلة السابقة في نفس الوقت، وتتكرر العملية.
أما بالنسبة لطريقة الجلب المنزلق، فعادة ما يكون الكابل السلكي غير مطلوب.

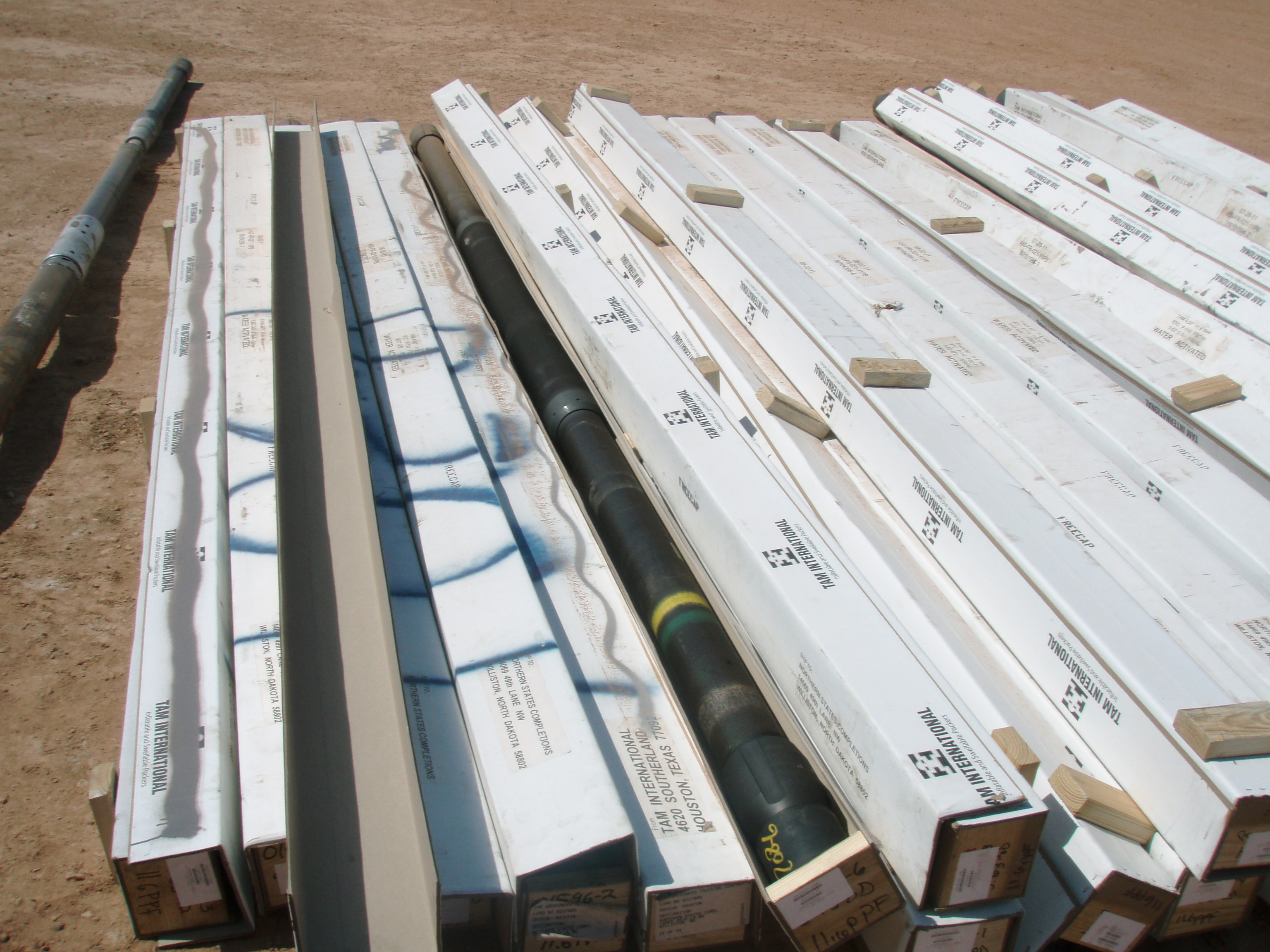
الأكمام

قد تسمح تقنيات الإكمال هذه بضخ أكثر من 30 مرحلة في القسم الأفقي من بئر واحد إذا لزم الأمر، وهو أكثر بكثير مما يمكن ضخه في بئر رأسي به أقدام أقل بكثير من منطقة الإنتاج المكشوفة.

## الاستخدامات
يستخدم التصديع المائي لزيادة معدل استخلاص السوائل، مثل البترول أو الماء أو الغاز الطبيعي من الخزانات الطبيعية الجوفية. وغالبا ما تتكون الخزانات من أحجار رملية مسامية أو أحجار جيرية أو صخور الدولوميت، ولكنها تشتمل على خزانات غير تقليدية مثل طبقات الفحم.
يتيح التصديع المائي استخراج الغاز الطبيعي والنفط من التكوينات الصخرية العميقة تحت سطح الأرض بشكل عام من 2000 إلى 6000 متر، وهو أقل بكثير من مستويات خزان المياه الجوفية النموذجية. في مثل هذا العمق، قد يكون هناك نفاذية أو ضغط مكمن غير كافي للسماح بتدفق الغاز الطبيعي والنفط من الصخور إلى حفرة البئر بعائد اقتصادي مرتفع. وبالتالي فإن تكوين كسور موصلة في الصخر لها دور فعال في الاستخراج من الخزانات الصخرية الكتيمة بشكل طبيعي.
تقاس النفاذية من النطاق الجزئي إلى النطاق الكلي. و تعرف الكسور على أنها مسار موصل يربط حجم أكبر من الخزان بالبئر. و ينتج الكسر عن ما يسمى بالتصديع الفائق، وهي شقوق أعمق في التكوين الصخري لإطلاق المزيد من النفط والغاز وزيادة الكفاءة. ينخفض إنتاج تجاويف الصخر الزيتي النموذجي بشكل عام بعد العام أو العامين الأولين، ولكن يمكن أن تمتد ذروة إنتاج البئر إلى عدة عقود. في حين أن الاستخدام الصناعي الرئيسي للتكسير الهيدروليكي يقوم على تحفيز الإنتاج من آبار النفط والغاز.
التصديع المائي يؤدي إلى عدة عوامل هي:
- تنشيط آبار المياه الجوفية.[105]
- تهيئة أو تحفيز تعدين الكهوف الصخرية.[106]
- وسيلة لتحسين معالجة النفايات، وفي الغالب تكون نفايات الهيدروكربون أو الانسكابات.[107]
- التخلص من النفايات عن طريق الحقن في عمق الصخور.[108]
- قياس الإجهاد في الأرض.[109]
- توليد الكهرباء في أنظمة الطاقة الحرارية الأرضية المحسنة.[110]
- زيادة معدلات الحقن للعزل الجيولوجي لثاني أكسيد الكربون.[111]

منذ أواخر السبعينيات من القرن الماضي، يستخدم التصديع المائي في بعض الحالات لزيادة إنتاج مياه الشرب من الآبار في عدة بلدان، مثل الولايات المتحدة واستراليا وجنوب أفريقيا.

## الآثار الاقتصادية

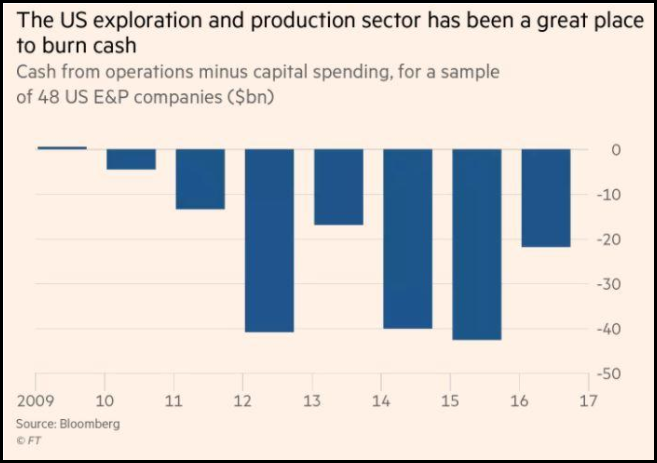
استمرار تكاليف إنتاج النفط والغاز غير التقليدي في تجاوز الأرباح

ينظر إلى التصديع المائي على أنه إحدى الطرق الرئيسية لاستخراج النفط غير التقليدي و موارد الغاز غير التقليدية. وفقا لوكالة الطاقة الدولية، تقدر الموارد المتبقية القابلة للاسترداد تقنيا من الغاز الصخري بـ 208 تريليون متر مكعب، والغاز المحكم إلى 76 تريليون متر مكعب، والميثان الذي يحتوي على الفحم إلى 47 تريليون متر مكعب. كقاعدة عامة تكون نفاذية تكوينات هذه الموارد أقل من تكوينات الغاز التقليدية. لذلك فإن الخصائص الجيولوجية للتكوين تؤدي إلى الحاجة إلى تقنيات محددة مثل التصديع المائي. على الرغم من وجود طرق أخرى لاستخراج هذه الموارد، مثل الحفر التقليدي أو الحفر الأفقي، لكن التصديع المائي هو أحد الطرق الرئيسية التي تجعل استخراج الغاز مجديا اقتصاديا.
سهلت تقنية التصديع متعدد المراحل تطوير إنتاج الغاز الصخري والنفط الخفيف المحكم في الولايات المتحدة، ويعتقد أنها تفعل ذلك في البلدان الأخرى ذات الموارد الهيدروكربونية غير التقليدية.
تشير الغالبية العظمى من الدراسات إلى أن التصديع المائي في الولايات المتحدة كان له فائدة اقتصادية إيجابية قوية حتى الآن. تقدر مؤسسة بروكينغز أن فوائد الغاز الصخري واحدة من العوامل التي أدت إلى تحقيق فائدة اقتصادية صافية قدرها 48 مليار دولار سنويا. معظم هذه الفوائد تكون في القطاعين الاستهلاكي والصناعي بسبب الانخفاض الكبير في أسعار الغاز الطبيعي. اقترحت دراسات أخرى أن الفوائد الاقتصادية تفوقها العوامل الخارجية.
الفائدة الأساسية للتكسير الهيدروليكي هي تعويض لواردات الغاز الطبيعي والنفط، حيث تخرج التكلفة المدفوعة للمنتجين من الاقتصاد المحلي. ومع ذلك، فإن النفط الصخري والغاز مدعومان بدرجة كبيرة في الولايات المتحدة، ولم يتم تغطيتها بعد تكاليف الإنتاج، مما يعني أن تكلفة التصديع المائي تدفع في ضرائب الدخل، وفي كثير من الحالات تصل إلى ضعف التكلفة المدفوعة في المضخة.
تشير الأبحاث إلى أن آبار التصديع المائي لها تأثير سلبي على الإنتاجية الزراعية في محيط الآبار. وجدت إحدى الأبحاث أن إنتاجية المحاصيل المروية تنخفض بنسبة 5.7٪ عندما يتم حفر بئر خلال الأشهر النشطة زراعيا ضمن دائرة نصف قطرها من 11 إلى 20 كم من بلدة منتجة. ويصبح هذا التأثير أصغر وأضعف مع زيادة المسافة بين البلدة والآبار. تشير النتائج إلى أن إدخال آبار التصديع المائي في ألبرتا كلفت المقاطعة 14.8 مليون دولار في عام 2014 بسبب الانخفاض في إنتاجية المحاصيل.
تقدر إدارة معلومات الطاقة بوزارة الطاقة الأمريكية أن 45٪ من إمدادات الغاز في الولايات المتحدة ستأتي من الغاز الصخري بحلول عام 2035، مع استبدال الغالبية العظمى من الغاز التقليدي الذي يحتوي على انبعاثات أقل من غازات الاحتباس الحراري.

## النقاش العام

### السياسة والسياسة العامة

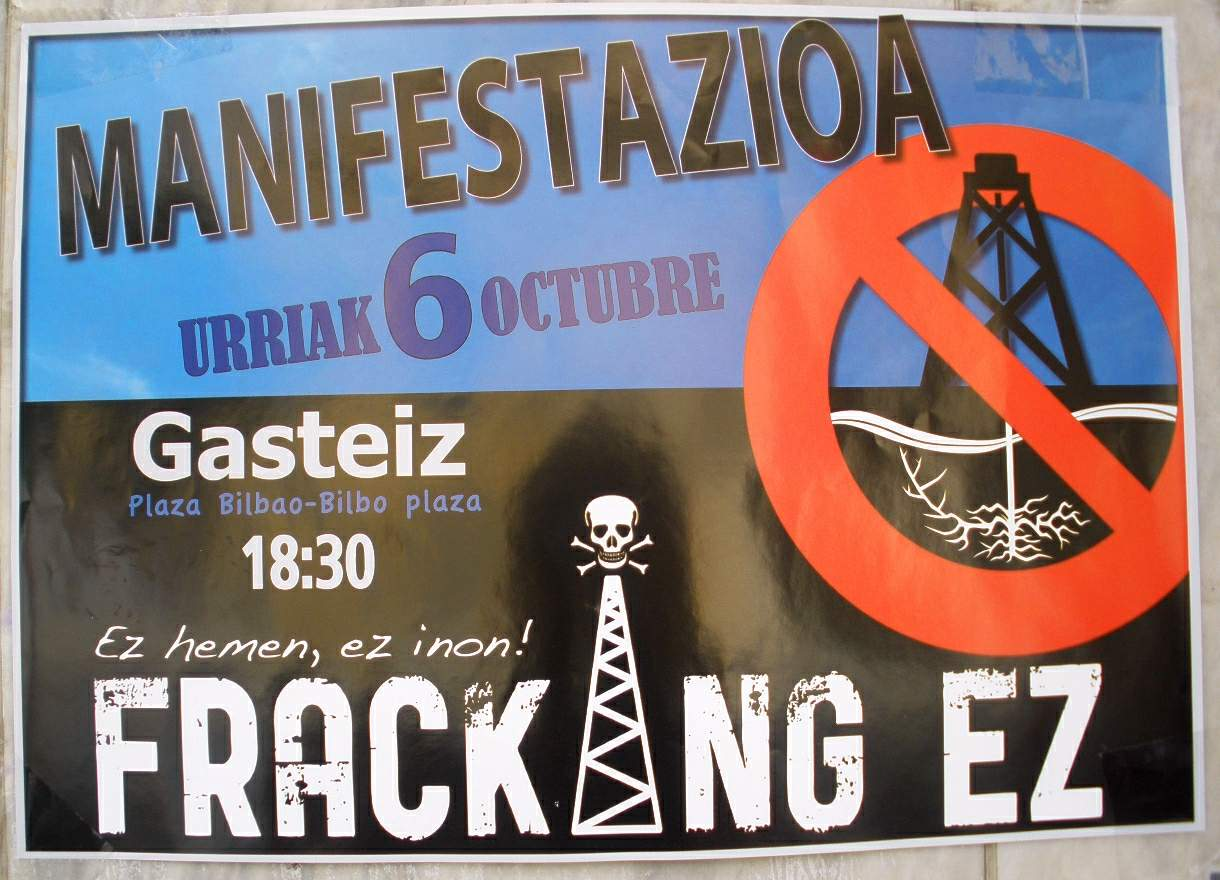
ملصق ضد التصديع المائي في فيتوريا-غاستيز في إسبانيا، 2012

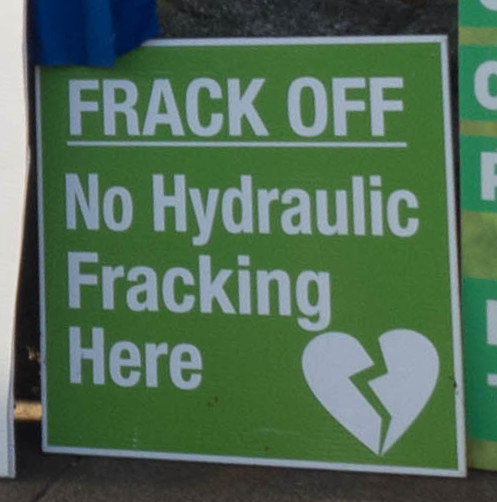
لافتة ضد التصديع المائي في حركة تمرد ضد الانقراض في عام 2018.

ظهرت حركة مكافحة التصديع المائي دوليا بمشاركة منظمات ودول بيئية دولية مثل فرنسا ومحليا في المناطق المتضررة مثل بالكومب في ساسكس حيث كان احتجاج بالكومب للتنقيب قيد التقدم في منتصف عام 2013.
أدت المعارضة ضد انشطة التصديع المائي في البلدان المحلية في الولايات المتحدة إلى تبني الشركات مجموعة متنوعة من تدابير العلاقات العامة لتطمئن الجمهور، بما في ذلك توظيف أفراد عسكريين سابقين مع تدريبهم على عمليات الحرب النفسية.
وفقا لما قاله مات بيتزاريلا، مدير الاتصالات في شركة رانج ريسورسيس، فإن الموظفين المدربين في الشرق الأوسط كان لهم قيمة كبيرة لشركة رانج ريسورسيس في ولاية بنسلفانيا، وعند التعامل مع اجتماعات البلدان الثائرة وتقديم المشورة للبلدان بشأن تقسيم المناطق والمراسيم المحلية التي تتعامل مع التصديع المائي.
كان هناك العديد من الاحتجاجات الموجهة ضد التصديع المائي، فعلى سبيل المثال، قُبِّض على عشرة أشخاص في عام 2013 خلال مظاهرة ضد التصديع المائي بالقرب من نيو ماتاموروس بولاية أوهايو، بعد أن دخلوا بشكل غير قانوني منطقة تطوير وربطوا أنفسهم بمعدات الحفر.
في شمال غرب بنسلفانيا، حدث إطلاق نار من سيارة مارة في موقع بئر، حيث أطلق أحدهم رصاصتين من بندقية من عيار صغير في اتجاه منصة حفر، قبل أن يصرخ بألفاظ نابية في الموقع ويهرب من المكان.
في مقاطعة واشنطن بولاية بنسلفانيا، عثر مقاول يعمل في خط أنابيب غاز على قنبلة أنبوبية وضعت في المقرر الذي يتم فيه إنشاء خط أنابيب، والتي قالت عنها السلطات المحلية إنها كانت ستسبب كارثة لو لم يتم اكتشافها.
في عام 2014، اقترح عدد من المسؤولين الأوروبيين أن العديد من الاحتجاجات الأوروبية الكبرى ضد التصديع المائي التي حققت نجاحا متباينا في ليتوانيا وأوكرانيا، قد ترعاها شركة غازبروم، وهي شركة الغاز الروسية التي تسيطر عليها الدولة. وأشارت صحيفة نيويورك تايمز إلى أن روسيا تعتبر صادراتها من الغاز الطبيعي إلى أوروبا عنصر رئيسي في نفوذها الجيوسياسي، وأن هذا السوق سوف يتضاءل إذا تم اعتماد التصديع المائي في أوروبا الشرقية، لأنه يفتح احتياطيات كبيرة من الغاز الصخري في المنطقة. أدلى المسؤولون الروس في مناسبات عديدة بتصريحات علنية معناها أن التصديع المائي يمثل مشكلة بيئية ضخمة.
يستخدم التصديع المائي في الولايات المتحدة في كل من:
- أركنساس
- كاليفورنيا
- كولورادو
- لويزيانا
- نورث داكوتا
- أوكلاهوما
- بنسلفانيا
- تكساس
- فيرجينيا
- وست فرجينيا

وبينما تستعد ولايات أخري أن تستخدم التصديع المائي مثل:
- ألاباما
- إنديانا
- ميشيغان
- ميسيسيبي
- نيوجيرسي
- نيويورك
- أوهايو

حظرت ماريلاند وفيرمونت استخدام التصديع المائي بشكل دائم، وفرضت نيويورك وكارولينا الشمالية حظرا مؤقتا. لدى نيوجيرسي حاليا مشروع قانون أمام الهيئة التشريعية لتمديد وقف للتكسير الهيدروليكي إلى عام 2012. على الرغم من رفع وقف التصديع المائي مؤخرا في المملكة المتحدة، إلا أن الحكومة تتقدم بحذر بسبب المخاوف بشأن الزلازل والتأثير البيئي للحفر. التصديع المائي محظور حاليا في فرنسا وبلغاريا.
في ديسمبر عام 2016، أصدرت وكالة حماية البيئة أن المياه المستخدمة في التصديع المائي للنفط والغاز، تأثر على موارد مياه الشرب في الولايات المتحدة. ووجدت وكالة حماية البيئة دليلا علميا على أن أنشطة التصديع المائي يمكن أن تؤثر على موارد مياه الشرب.

### الأفلام الوثائقية
فيلم جوش فوكس الذي عرض في عام 2010 ومرشح لجائزة الأوسكار، هو مركز لمعارضة التصديع المائي للصخر الزيتي. حيث عرض الفيلم مشاكل تلوث المياه الجوفية بالقرب من مواقع الآبار في بنسلفانيا ووايومنغ وكولورادو. وصفت مجموعة إنرجي إن ديبث، وهي مجموعة ضغط في صناعة النفط والغاز، أن حقائق الفيلم موضع شك.
عرض مدير لجنة الحفاظ على النفط والغاز في كولورادو إجراء مقابلة مع فوكس كجزء من الفيلم إذا كان بإمكانه مراجعة ما تم تضمينه من المقابلة في الفيلم النهائي لكن فوكس رفض العرض.
قامت شركة اكسون موبيل وشركة شيفرون وشركة كونوكو فيليبس وهم شركات تعمل في النفط، بعمل بث إعلانات خلال عامي 2011 و 2012، تصف الفوائد الاقتصادية والبيئية للغاز الطبيعي وتجادل بأن التصديع المائي آمنا.
يتناول فيلم أرض الميعاد الذي عرض في عام 2012، أعمال مات ديمون في التصديع المائي. ردت صناعة الغاز على انتقادات الفيلم للتصدع الهيدروليكي بالنشرات الإعلامية ومنشورات تويتر وفيسبوك.
في يناير عام 2013، أصدر الصحفي والمخرج الأيرلندي الشمالي فيليم ماكلير فيلم وثائقي تم تمويله من قبل الجمهور بعنوان أمة فراك كرد على التصريحات التي أدلى بها فوكس في فيلم جاسلاند، مدعي أنه يخبر الحقيقة حول التصديع المائي الطبيعي.
عرض فيلم أمة فراك لأول مرة على تلفزيون أيه آكس إس بتمويل من مارك كوبان. يتوافق العرض الأول مع إصدار أرض الميعاد.
في أبريل عام 2013، أصدر جوش فوكس جاسلاند 2، وهو ملحمة دولية تكشف عن مجموعة من الأسرار والأكاذيب والتلوث المتعلق بالتصديع المائي. وهو يتحدى تصوير صناعة الغاز للغاز الطبيعي كبديل نظيف وآمن للنفط باعتباره أسطورة، وأن الآبار المكسورة هيدروليكيا تتسرب مع مرور الوقت، وتلوث المياه والهواء، وتضر بالناس، وتعرض مناخ الأرض للخطر بغاز الميثان القوي.
في عام 2014، أصدر سكوت كانون الفيلم الوثائقي أخلاقيات التصديع. يغطي الفيلم وجهات النظر السياسية والروحية والعلمية والطبية والمهنية حول التصديع المائي. كما أنها تبحث في الطريقة التي تصور بها صناعة الغاز التصديع المائي في إعلاناتها.
في عام 2015، عرض الفيلم الوثائقي الكندي أرض متصدعة العرض العالمي الأول في مهرجان هوت دوكس الكندي الدولي للأفلام الوثائقية.

### قضايا البحث
عادة ما يكون مصدر تمويل الدراسات البحثية نقطة محورية للجدل. هناك بعض المخاوف التي أثرت في الأبحاث التي تمولها المؤسسات والشركات، أو المجموعات البيئية والتي يمكن أن تؤدي في بعض الأحيان إلى ظهور دراسات غير موثوقة على الأقل. أفادت العديد من المنظمات والباحثين والمنافذ الإعلامية بوجود صعوبة في إجراء وتقديم تقارير عن نتائج الدراسات حول التصديع المائي، بسبب الصناعة والضغط الحكومي، وأعربوا عن قلقهم من احتمال فرض رقابة على التقارير البيئية. جادل البعض بأن هناك حاجة لمزيد من البحث في الآثار البيئية والصحية لهذه التقنية.

## المخاطر الصحية

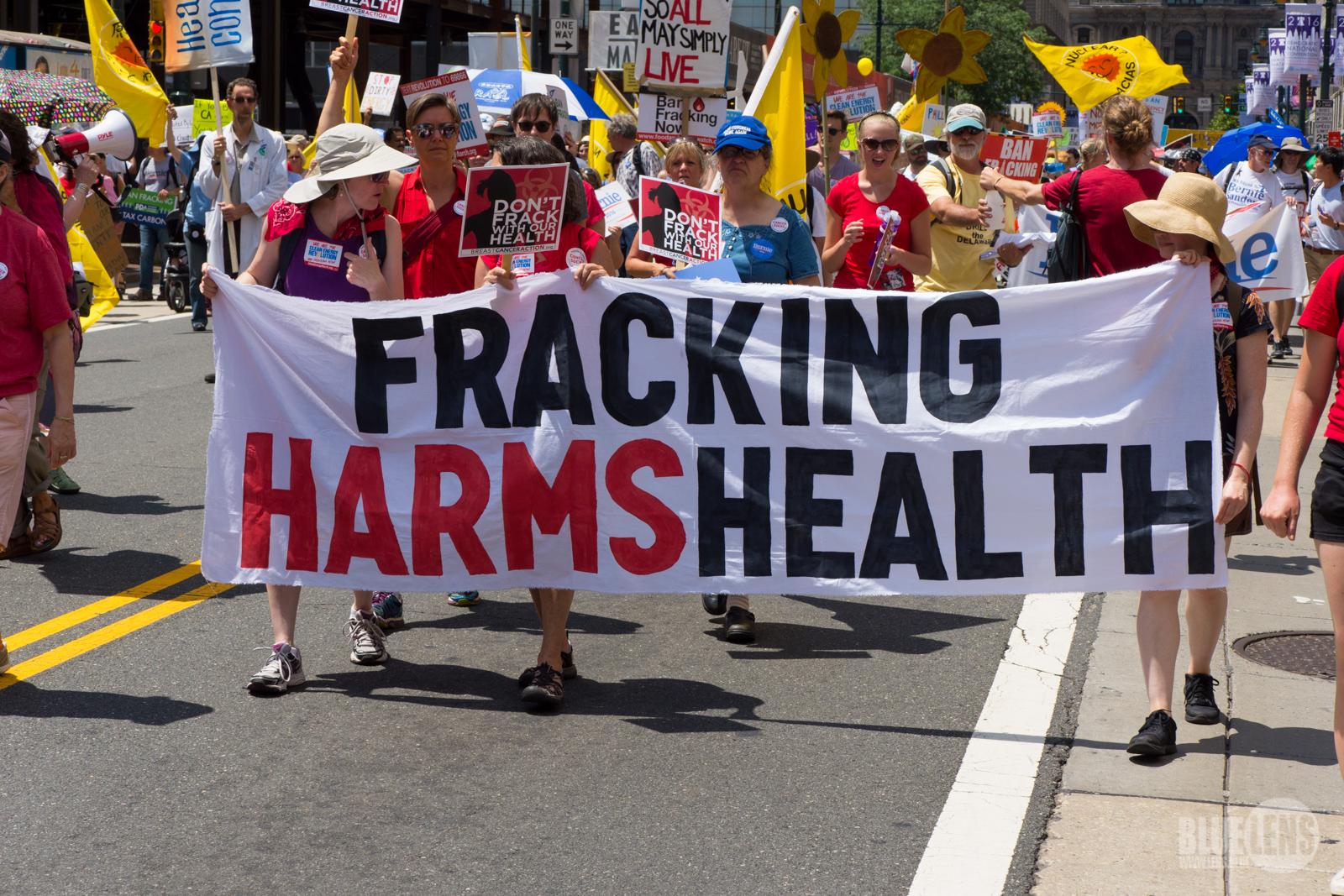
لافتة مكافحة التصديع في مسيرة الطاقة النظيفة في فيلادلفيا في عام 2016

يوجد قلق بسبب الآثار السلبية المحتملة التي يمكن أن تحدث تغيرات على الصحة العامة نتيجة لنشاط التصديع المائي.
في مراجعة لعام 2013 وجد أن إنتاج الغاز الصخري في الولايات المتحدة، في تزايد مستمر في أعداد مواقع الحفر، ويتعرض المزيد من الأشخاص لخطر الحوادث والتعرض للمواد الضارة المستخدمة في الآبار الذي يستخدم فيها التصديع المائي. أوصى تقييم المخاطر لعام 2011 بالكشف الكامل عن المواد الكيميائية المستخدمة في التصديع والحفر الهيدروليكي لأن العديد منها له آثار صحية فورية، وقد يكون للعديد منها آثار صحية طويلة المدى.
في يونيو عام 2014، نشرت هيئة الصحة العامة في إنجلترا مراجعة للتأثيرات المحتملة على الصحة العامة للتعرض للملوثات الكيميائية والمشعة نتيجة استخراج الغاز الصخري في المملكة المتحدة، بناء على فحص الأدبيات والبيانات من البلدان التي يحدث فيها التصديع المائي بالفعل.
حيث جاء في الملخص التنفيذي للتقرير ما يلي:
يشير تقييم الأدلة المتاحة حاليا إلى أن المخاطر المحتملة على الصحة العامة من التعرض للانبعاثات المرتبطة باستخراج الغاز الصخري ستكون منخفضة إذا تم تشغيل العمليات وتنظيمها بشكل صحيح.
تشير معظم الأدلة إلى أن حدوث تلوث في المياه الجوفية، قد يكون ناتجا عن التسرب عبر البئر الرأسي. وليس نتيجة عملية التصديع المائي تحت الأرض نفسها. ومع ذلك يؤثر الانسكاب السطحي لسوائل التصديع المائي أو مياه الصرف الصحي على المياه الجوفية، كما أن للانبعاثات في الهواء تؤثر على الصحة. وحيثما تم تحديد المخاطر المحتملة في الأدبيات، فإن المشاكل المبلغ عنها عادة ما تكون نتيجة لفشل التشغيل وضعف البيئة التنظيمية.
حدد تقرير عام 2012 الذي تم إعداده للمديرية العامة للاتحاد الأوروبي للبيئة المخاطر المحتملة على البشر من تلوث الهواء وتلوث المياه الجوفية التي يسببها التصديع المائي. أدى ذلك إلى سلسلة من التوصيات في عام 2014 للتخفيف من هذه المخاوف. حيث قالت توجيهات عام 2012 لممرضات الأطفال في الولايات المتحدة إن التصديع المائي له تأثير سلبي محتمل على الصحة العامة، وأن ممرضات الأطفال يجب أن يكونوا مستعدين لجمع المعلومات حول مثل هذه الموضوعات من أجل الدعوة إلى تحسين صحة المجتمع.
في دراسة أجريت عام 2017، ونشرت في المجلة الاقتصادية الأمريكية، وجد أن منصات الآبار الإضافية التي حفرت في نطاق كيلومتر واحد من مدخول شبكة المياه المجتمعية تزيد من الملوثات المرتبطة بالغاز الصخري في مياه الشرب.
تظهر الإحصاءات التي جمعتها وزارة العمل الأمريكية وحللتها المراكز الأمريكية لمكافحة الأمراض والوقاية منها ارتباطا بين نشاط الحفر وعدد الإصابات المهنية المتعلقة بالحفر وحوادث السيارات والانفجارات والسقوط والحرائق. حتى أن عمال الاستخراج معرضون لخطر الإصابة بأمراض الرئة، بما في ذلك سرطان الرئة و السحار السيليسي الذي ينتج عن طريق التعرض لغبار السيليكا الناتج عن حفر الصخور والتعامل مع الرمال. قال المعهد الوطني الأمريكي للسلامة والصحة المهنية أن التعرض للسيليكا المحمولة جوا يسبب أخطار صحية على العمال الذين يقومون ببعض عمليات التصديع المائي. في يونيو 2012، أصدر المعهد الوطني الأمريكي للسلامة والصحة المهنية و إدارة السلامة والصحة المهنية تنبيها مشتركا للمخاطر حول هذا الموضوع.
بالإضافة إلى ذلك، تتعرض القوى العاملة في الاستخراج لخطر متزايد عند التعرض للإشعاع، الذي يستخدم في انشطة التصديع في الصخور التي تحتوي على مادة مشعة طبيعية، مثل الرادون والثوريوم واليورانيوم.
أفاد تقرير آخر أعدته المجلة الطبية الكندية أن بعد البحث حددوا 55 عاملا تم إصابتهم بالسرطان، بما في ذلك 20 عامل تمت إصابتهم بسرطان الدم والورم الليمفاوي. يحذر تحليل ييل للصحة العامة من أن ملايين الأشخاص الذين يعيشون على بعد ميل من تكسير الآبار ربما يتعرضوا لهذه المواد الكيميائية.

## التأثيرات البيئية

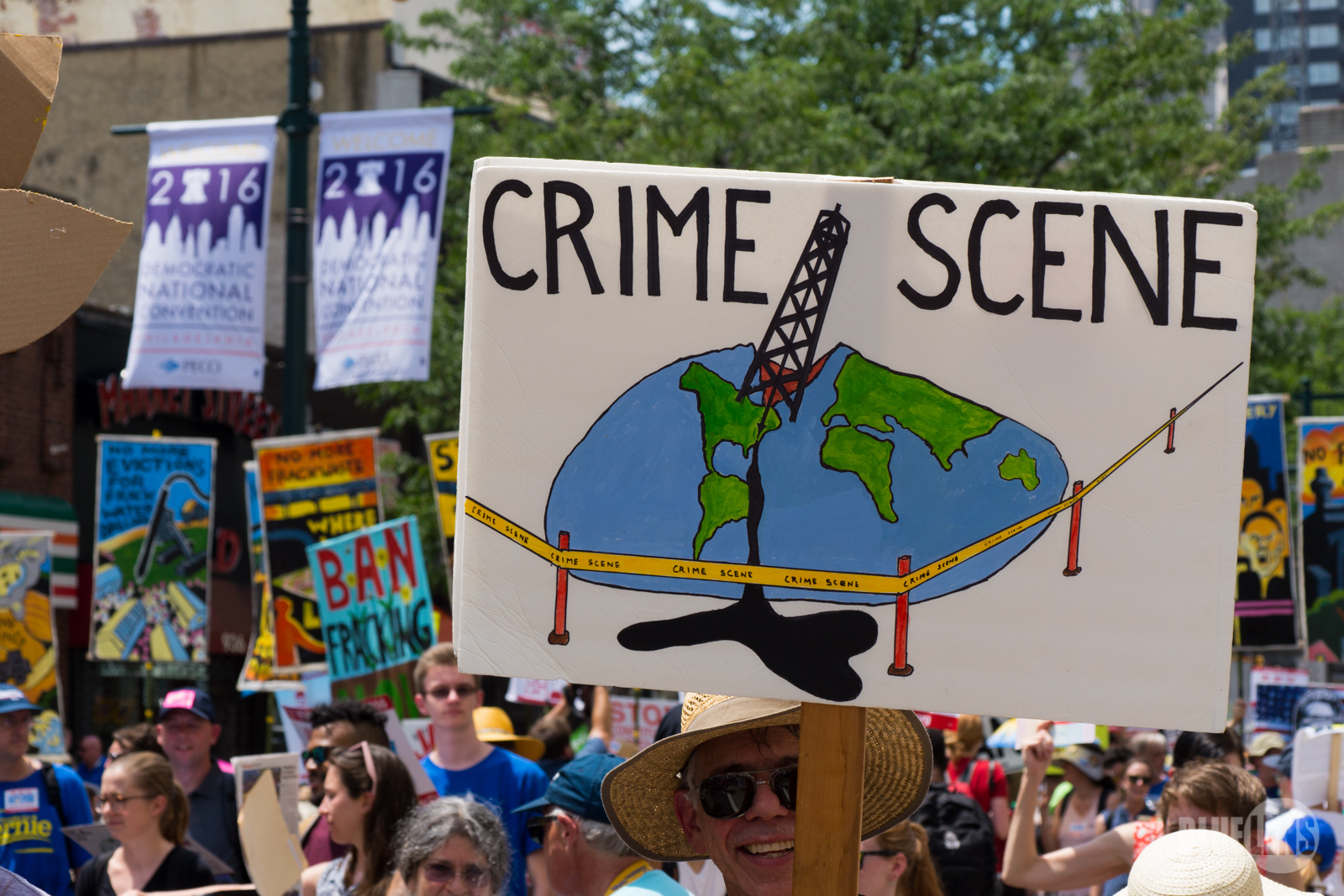
مسيرة الطاقة النظيفة في فيلادلفيا

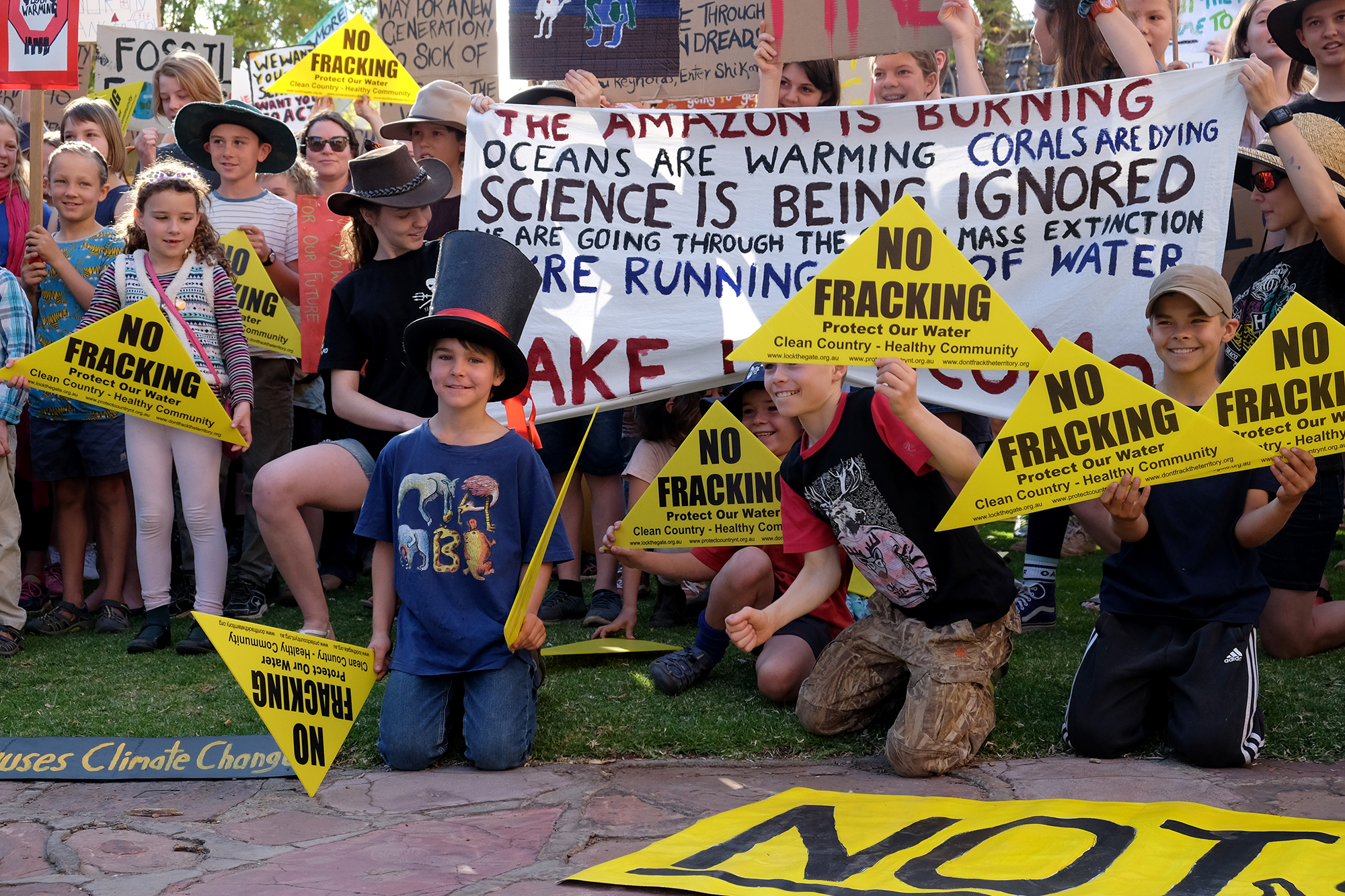
إضراب المناخ في سبتمبر 2019 في أليس سبرينغز، أستراليا

تشمل التأثيرات البيئية المحتملة للتكسير الهيدروليكي على:
- انبعاثات الهواء
- تغير المناخ
- ارتفاع استهلاك المياه
- تلوث المياه الجوفية
- استخدام الأراضي
- خطر الزلازل
- التلوث الضوضائي
- الآثار الصحية على البشر[163]

انبعاثات الهواء هي في الأساس غاز الميثان الذي يتسرب من الآبار، إلى جانب الانبعاثات الصناعية من المعدات المستخدمة في عملية الاستخراج.
تتطلب اللوائح الحديثة في المملكة المتحدة والاتحاد الأوروبي عدم وجود انبعاثات ناتجه من غاز الميثان، وهو أحد غازات الدفيئة القوية. التخلي عن غاز الميثان مشكلة كبيرة في الآبار القديمة التي بنيت بموجب تشريعات الاتحاد الأوروبي.
يستخدم التصديع المائي ما بين 1.2 و 3.5 مليون جالون أمريكي من المياه لكل بئر، مع المشاريع الكبيرة تستخدم ما يصل إلى 5 ملايين جالون أمريكي من المياه. عندما تنكسر الآبار تستخدم مياه إضافية.
يتطلب متوسط البئر من 3 إلى 8 ملايين جالون أمريكي من المياه على مدار حياته.
وفقا لمعهد أكسفورد لدراسات الطاقة، فإن الآبار في أوروبا تتطلب كميات أكبر من سوائل التصديع، حيث يبلغ متوسط أعماق الصخر الزيتي 1.5 مرة أكثر من الولايات المتحدة. قد تتلوث المياه السطحية من خلال الانسكاب وحفر النفايات التي تم بناؤها وصيانتها بشكل غير صحيح، ويمكن أن تتلوث المياه الجوفية إذا كان السائل قادرا على الهروب من التكوين المتكسر مثل الآبار المهجورة والكسور والأعطال أو عن طريق المياه المنتجة مثل السوائل العائدة والتي تحتوي على مكونات مذابة مثل المعادن والمياه المالحة. يحتمل تلوث المياه الجوفية من المحلول الملحي وتكسير السوائل من خلال الآبار القديمة المهجورة.
تدار المياه المنتجة عن طريق الحقن تحت الأرض، ومعالجة مياه الصرف الصحي البلدية والتجارية وتصريفها، والأنظمة القائمة بذاتها في مواقع أو حقول الآبار، وإعادة التدوير لتكسير الآبار المستقبلية. عادة ما يسترد أقل من نصف الماء المنتج المستخدم في تكسير التكوين.
هناك حاجة إلى حوالي 8.9 فدان من الأرض لكل وسادة حفر للتركيبات السطحية. تعمل وسادة الآبار وبناء الهياكل الداعمة على تجزئة المناظر الطبيعية بشكل كبير مما قد يكون له آثار سلبية على الحياة البرية. وهذه المواقع تحتاج إلى إصلاح بعد نفاد الآبار. تشير الأبحاث إلى أن التأثيرات على تكاليف خدمات النظام البيئي قد تكون وصلت إلى أكثر من 250 مليون دولار سنويا في الولايات المتحدة، حيث تحتاج كل وسادة بئر أثناء عملية التصديع التحضيري والهيدروليكي إلى حوالي من 800 إلى 2500 يوم من النشاط الصاخب، مما يؤثر على كل من السكان والحياة البرية المحلية.
بالإضافة إلى ذلك، تنشأ الضوضاء بسبب حركة الشاحنات المستمرة اللازمة في التصديع المائي. يجري الآن بحث لتحديد ما إذا كانت صحة الإنسان قد تأثرت بتلوث الهواء والماء، ويلزم اتباع إجراءات وتنظيم السلامة الصارمة لتجنب الضرر وإدارة مخاطر الحوادث التي يمكن أن تسبب الضرر.
في يوليو عام 2013، أعربت إدارة السكك الحديدية الفيدرالية الأمريكية أن التلوث النفطي بواسطة كيماويات التصديع المائي يسبب التآكل في عربات صهاريج النفط.
احيانا يربط التصديع المائي بالزلازل أو الزلازل المستحثة. وعادة ما يكون حجم هذه الأحداث صغيرا جدا بحيث لا يمكن اكتشافه على السطح،
```
على الرغم من أن الهزات المنسوبة إلى حقن السوائل في الآبار كانت كبيرة بما يكفي ليشعر بها الناس في كثير من الأحيان،
[
174
]
 وتسببت في أضرار الممتلكات وربما إصابات.
[
31
]
[
175
]
[
176
]
[
177
]
[
178
]
[
179
]
```

أفاد مسح جيولوجي أمريكي أن ما يصل إلى 7.9 مليون شخص في عدة ولايات لديهم مخاطر زلزال مماثلة مثل تلك التي في كاليفورنيا، مع التصديع المائي والممارسات المماثلة كعامل رئيسي مساهم.
تستخدم الأحداث الزلزالية الدقيقة لرسم خريطة المدى الأفقي والرأسي للتصدع.
```
الفهم الأفضل لجيولوجيا المنطقة التي يتم تكسيرها واستخدامها في آبار الحقن مفيدا جدا في التخفيف من احتمالية حدوث أحداث زلزالية كبيرة.
```

يحصل الناس على مياه الشرب إما من المياه السطحية التي تشمل الأنهار والخزانات، أو طبقات المياه الجوفية، التي يتم الوصول إليها عن طريق الآبار العامة أو الخاصة. هناك مجموعة من الحالات الموثقة التي تتسبب في تلوث المياه الجوفية القريبة من انشطة التصديع، مما يتطلب من السكان الذين لديهم آبار خاصة الحصول على مصادر خارجية للمياه للشرب والاستخدام اليومي.
على الرغم من هذه المخاوف الصحية والجهود المبذولة لفرض حظر على التصديع المائي حتى يتم فهم آثاره البيئية والصحية بشكل أفضل، تواصل الولايات المتحدة الاعتماد بشكل كبير على طاقة الوقود الأحفوري.
في عام 2017، يستمد 37٪ من استهلاك الطاقة السنوي في الولايات المتحدة من البترول، و 29٪ من الغاز الطبيعي، و 14٪ من الفحم، و 9٪ من المصادر النووية، مع 11٪ فقط من مصادر الطاقة المتجددة، مثل طاقة الرياح والطاقة الشمسية.

## لوائح وقوانين
نفذت الدول التي تستخدم أو تفكر في استخدام التصديع المائي لوائح مختلفة، بما في ذلك تطوير التشريعات الفيدرالية والإقليمية، وقيود تقسيم المناطق المحلية.
في عام 2011، بعد مساوئ استخدام التصديع المائي أصبحت فرنسا أول دولة تحظر التصديع المائي، بناء على المبدأ الوقائي بالإضافة إلى مبدأ الإجراءات الوقائية والتصحيحية للمخاطر البيئية. تم تأييد الحظر بموجب حكم صدر في أكتوبر عام 2013 عن المجلس الدستوري. بعض البلدان الأخرى مثل اسكتلندا وضعت وقفا مؤقتا على هذه الممارسة بسبب مخاوف الصحة العامة والمعارضة العامة القوية.
رفعت دول مثل إنجلترا وجنوب إفريقيا الحظر، واختارت التركيز على التنظيم بدلا من الحظر الصريح. أعلنت ألمانيا عن مسودة لوائح تسمح باستخدام التصديع المائي لاستغلال رواسب الغاز الصخري باستثناء مناطق الأراضي الرطبة.
في الصين لا يزال تنظيم الغاز الصخري يواجه عقبات، حيث أن له علاقات متبادلة معقدة مع الأنظمة التنظيمية الأخرى وخاصة التجارة. حظرت العديد من الولايات الأسترالية التصديع الدائم أو المؤقت للهيدروكربونات.
في عام 2019، حظر التصديع المائي في المملكة المتحدة.
تبنى الاتحاد الأوروبي توصية بشأن الحد الأدنى من المبادئ لاستخدام حجم كبير من التصديع المائي. يتطلب التصديع المائي التنظيمي الكشف الكامل عن جميع المواد المضافة.
أطلق مجلس حماية المياه الجوفية في الولايات المتحدة السجل الوطني للكشف عن المواد الكيميائية للتكسير الهيدروليكي. وهي قاعدة بيانات إفشاء طوعي عبر الإنترنت لسوائل التصديع المائي بتمويل من مجموعات تجارة النفط والغاز ووزارة الطاقة الأمريكية.
التصديع المائي مستثنى من لائحة التحكم بالحقن تحت الأرض لقانون مياه الشرب الآمنة، إلا عند استخدام وقود الديزل. تضمن وكالة حماية البيئة مراقبة إصدار تصاريح الحفر عند استخدام وقود الديزل.
في عام 2012، أصبحت ولاية فيرمونت أول ولاية في الولايات المتحدة تحظر التصديع المائي. في 17 ديسمبر عام 2014، أصبحت نيويورك الدولة الثانية التي تصدر حظرا كاملا على أي تكسير هيدروليكي بسبب المخاطر المحتملة على صحة الإنسان والبيئة.

## النشأة
ظهرت هذه التقنية أول مرة سنة 1947م إلا أنها لم تتطور إلى وضعها الحالي إلا متأخرا فبدأ ينتشر استخدامها منذ 1998م.

## الانتشار
بدأ استخدام هذه التقنية في الولايات المتحدة الأمريكية وشرعت إنجلترا في تطبيقه سنة 2012م قرابة سواحل مدينة ليفربول.

## الانتقادات
اتهم ناشطون التقنية بالتسبب في تلويث المياه الجوفية العميقة التي عادة ما تستخدم للشرب لنقائها.